# Fredede fortidsminder i Aabenraa Kommune
Denne liste over fredede fortidsminder i Aabenraa Kommune viser alle fredede fortidsminder i Aabenraa Kommune. Listen bygger på data fra Kulturarvsstyrelsen.
| Stednavn                       | Type                            | Datering                                   | Seværdighed (Verdensarv, National, Lokal, Nej) | ID (Link til Kulturarv.dk)                                                                                  | Koordinater                                                  | Billede     | Bemærkning |
| ------------------------------ | ------------------------------- | ------------------------------------------ | ---------------------------------------------- | --- | ------------------------------------------------------------ | ----------- | ---------- |
| Afd.655                        | Rundhøj                         | Oldtid (ca. -250000 til 1066)              | Nej                                            | 86018 | 55°02′16″N 9°23′24″Ø / 55.03769°N 9.39008°Ø                  | Upload foto |            |
| Afd.657                        | Rundhøj                         | Oldtid (ca. -250000 til 1066)              | Nej                                            | 86027 | 55°02′04″N 9°23′47″Ø / 55.03432°N 9.39651°Ø                  | Upload foto |            |
| Agerskov                       | Bro                             | Historisk Tid (ca. 1067 til 2009)          | Nej                                            | http://www.kulturarv.dk/fundogfortidsminder/Lokalitet/190404/ Arkiveret 5. marts 2016 hos Wayback Machine   | 55°05′51″N 9°08′44″Ø / 55.0975528584151°N 9.14549567483599°Ø | Upload foto |            |
| Agerstenshøj                   | Langhøj                         | Stenalder (ca. -3950 til -2801)            | Nej                                            | http://www.kulturarv.dk/fundogfortidsminder/Lokalitet/85778/ Arkiveret 23. januar 2018 hos Wayback Machine  | 55°05′00″N 9°32′08″Ø / 55.0833969753375°N 9.53558683687883°Ø | Upload foto |            |
| Agerstenshøj                   | Dysse eller jættestue           | Stenalder (ca. -3950 til -2801)            | Nej                                            | http://www.kulturarv.dk/fundogfortidsminder/Lokalitet/85778/ Arkiveret 23. januar 2018 hos Wayback Machine  | 55°05′00″N 9°32′08″Ø / 55.0833969753375°N 9.53558683687883°Ø | Upload foto |            |
| Andholm                        | Rundhøj                         | Oldtid (ca. -250000 til 1066)              | Nej                                            | http://www.kulturarv.dk/fundogfortidsminder/Lokalitet/86404/ Arkiveret 23. januar 2018 hos Wayback Machine  | 55°05′31″N 9°20′24″Ø / 55.0918909104262°N 9.3398897955208°Ø  | Upload foto |            |
| Andholm                        | Rundhøj                         | Oldtid (ca. -250000 til 1066)              | Nej                                            | http://www.kulturarv.dk/fundogfortidsminder/Lokalitet/86410/ Arkiveret 22. januar 2018 hos Wayback Machine  | 55°05′36″N 9°20′52″Ø / 55.0933961341036°N 9.34784680631467°Ø | Upload foto |            |
| Balledam                       | Stenrække                       | Udateret (ca. -250000 til 2009)            | Nej                                            | http://www.kulturarv.dk/fundogfortidsminder/Lokalitet/194131/ Arkiveret 22. januar 2018 hos Wayback Machine | 54°55′47″N 9°25′27″Ø / 54.9296644193507°N 9.42414875075594°Ø | Upload foto |            |
| Barsmark                       | Rundhøj                         | Oldtid (ca. -3950 til -501)                | Nej                                            | http://www.kulturarv.dk/fundogfortidsminder/Lokalitet/85748/ Arkiveret 4. marts 2016 hos Wayback Machine    | 55°05′20″N 9°31′53″Ø / 55.0887802457089°N 9.53138154102102°Ø | Upload foto |            |
| Barsmark                       | Rundhøj                         | Oldtid (ca. -3950 til -501)                | Nej                                            | http://www.kulturarv.dk/fundogfortidsminder/Lokalitet/85748/ Arkiveret 4. marts 2016 hos Wayback Machine    | 55°05′20″N 9°31′53″Ø / 55.0887802457089°N 9.53138154102102°Ø | Upload foto |            |
| Barsmark                       | Rundhøj                         | Stenalder (ca. -3950 til -2801)            | Nej                                            | http://www.kulturarv.dk/fundogfortidsminder/Lokalitet/85774/ Arkiveret 4. marts 2016 hos Wayback Machine    | 55°05′00″N 9°32′09″Ø / 55.0832606039119°N 9.5359453172049°Ø  | Upload foto |            |
| Barsmark                       | Dysse eller jættestue           | Stenalder (ca. -3950 til -2801)            | Nej                                            | http://www.kulturarv.dk/fundogfortidsminder/Lokalitet/85774/ Arkiveret 4. marts 2016 hos Wayback Machine    | 55°05′00″N 9°32′09″Ø / 55.0832606039119°N 9.5359453172049°Ø  | Upload foto |            |
| Bjergskovgård                  | Milepæl/-sten                   | Nyere tid (ca. 1661 til 2009)              | Nej                                            | http://www.kulturarv.dk/fundogfortidsminder/Lokalitet/190464/ Arkiveret 22. januar 2018 hos Wayback Machine | 54°56′49″N 9°27′01″Ø / 54.9468966998167°N 9.45024620585024°Ø | Upload foto |            |
| Bolderslev                     | Rundhøj                         | Oldtid (ca. -250000 til 1066)              | Nej                                            | http://www.kulturarv.dk/fundogfortidsminder/Lokalitet/85524/ Arkiveret 22. januar 2018 hos Wayback Machine  | 54°58′44″N 9°17′06″Ø / 54.978848607993°N 9.28493673000582°Ø  | Upload foto |            |
| Bolderslev                     | Rundhøj                         | Oldtid (ca. -250000 til 1066)              | Nej                                            | http://www.kulturarv.dk/fundogfortidsminder/Lokalitet/85525/ Arkiveret 5. marts 2016 hos Wayback Machine    | 54°58′43″N 9°17′01″Ø / 54.9786537921134°N 9.28370102544431°Ø | Upload foto |            |
| Bommerlund                     | Vildtbaneafmærkning             | Nyere tid (ca. 1750 til 1799)              | Nej                                            | http://www.kulturarv.dk/fundogfortidsminder/Lokalitet/131790/ Arkiveret 23. januar 2018 hos Wayback Machine | 54°52′14″N 9°21′16″Ø / 54.8705135332222°N 9.35431009925205°Ø | Upload foto |            |
| Bommerlund Plantage Afd. 491   | Rundhøj                         | Oldtid (ca. -250000 til 1066)              | Nej                                            | http://www.kulturarv.dk/fundogfortidsminder/Lokalitet/118673/ Arkiveret 23. januar 2018 hos Wayback Machine | 54°52′42″N 9°22′26″Ø / 54.8782736383014°N 9.37376657359486°Ø | Upload foto |            |
| Bov                            | Anlæg afventer klassifikation   | Udateret (ca. -250000 til 2009)            | Nej                                            | http://www.kulturarv.dk/fundogfortidsminder/Lokalitet/191376/ Arkiveret 23. januar 2018 hos Wayback Machine | 54°50′28″N 9°22′07″Ø / 54.8411747816493°N 9.36850340335898°Ø | Upload foto |            |
| Bov                            | Anlæg afventer klassifikation   | Udateret (ca. -250000 til 2009)            | Nej                                            | http://www.kulturarv.dk/fundogfortidsminder/Lokalitet/191377/ Arkiveret 22. januar 2018 hos Wayback Machine | 54°50′28″N 9°22′06″Ø / 54.8410048415328°N 9.36823714528415°Ø | Upload foto |            |
| Bredhøj                        | Rundhøj                         | Oldtid (ca. -250000 til 1066)              | Nej                                            | http://www.kulturarv.dk/fundogfortidsminder/Lokalitet/85529/ Arkiveret 23. januar 2018 hos Wayback Machine  | 54°58′45″N 9°16′45″Ø / 54.979167712504°N 9.27907976881612°Ø  | Upload foto |            |
| Brunbjerg                      | Rundhøj                         | Oldtid (ca. -250000 til 1066)              | Lokal                                          | http://www.kulturarv.dk/fundogfortidsminder/Lokalitet/86405/ Arkiveret 6. marts 2016 hos Wayback Machine    | 55°08′59″N 9°20′56″Ø / 55.1496200246595°N 9.34898653597565°Ø | Upload foto |            |
| Brundlund Slots Voldsted       | Herregårdsanlæg/Slot            | Middelalder (ca. 1300 til 1535)            | Nej                                            | http://www.kulturarv.dk/fundogfortidsminder/Lokalitet/86033/ Arkiveret 23. januar 2018 hos Wayback Machine  | 55°02′20″N 9°24′52″Ø / 55.0389283796823°N 9.41442621429665°Ø | Upload foto |            |
| Brundlund Slots Voldsted       | Bygning                         | Historisk Tid (ca. 1067 til 1660)          | Nej                                            | http://www.kulturarv.dk/fundogfortidsminder/Lokalitet/86033/ Arkiveret 23. januar 2018 hos Wayback Machine  | 55°02′20″N 9°24′52″Ø / 55.0389283796823°N 9.41442621429665°Ø | Upload foto |            |
| Brundlund Slots Voldsted       | Kunstigt anlæg                  | Historisk Tid (ca. 1067 til 2009)          | Nej                                            | http://www.kulturarv.dk/fundogfortidsminder/Lokalitet/86033/ Arkiveret 23. januar 2018 hos Wayback Machine  | 55°02′20″N 9°24′52″Ø / 55.0389283796823°N 9.41442621429665°Ø | Upload foto |            |
| Brundlund Slots Voldsted       | Voldgrav                        | Middelalder (ca. 1067 til 1535)            | Nej                                            | http://www.kulturarv.dk/fundogfortidsminder/Lokalitet/86033/ Arkiveret 23. januar 2018 hos Wayback Machine  | 55°02′20″N 9°24′52″Ø / 55.0389283796823°N 9.41442621429665°Ø | Upload foto |            |
| Brundlund Slots Voldsted       | Dæmning (uspecificeret)         | Historisk Tid (ca. 1067 til 2009)          | Nej                                            | http://www.kulturarv.dk/fundogfortidsminder/Lokalitet/86033/ Arkiveret 23. januar 2018 hos Wayback Machine  | 55°02′20″N 9°24′52″Ø / 55.0389283796823°N 9.41442621429665°Ø | Upload foto |            |
| Burkal Kirke                   | Mindesmærke                     | Nyere tid (ca. 1661 til 2009)              | Nej                                            | http://www.kulturarv.dk/fundogfortidsminder/Lokalitet/124802/ Arkiveret 23. januar 2018 hos Wayback Machine | 54°55′37″N 9°04′05″Ø / 54.9268797214567°N 9.0681073653602°Ø  | Upload foto |            |
| Bøghøj                         | Rundhøj                         | Oldtid (ca. -250000 til 1066)              | Nej                                            | http://www.kulturarv.dk/fundogfortidsminder/Lokalitet/86381/ Arkiveret 23. januar 2018 hos Wayback Machine  | 55°07′50″N 9°27′39″Ø / 55.1306627251631°N 9.46070287472056°Ø | Upload foto |            |
| De syv små bjerge              | Langhøj                         | Oldtid (ca. -3950 til -501)                | Nej                                            | http://www.kulturarv.dk/fundogfortidsminder/Lokalitet/85282/ Arkiveret 6. marts 2016 hos Wayback Machine    | 54°51′43″N 9°29′27″Ø / 54.8619055312611°N 9.49094319333681°Ø | Upload foto |            |
| Dyrehave                       | Rundhøj                         | Bronzealder (ca. -1700 til -1101)          | Nej                                            | http://www.kulturarv.dk/fundogfortidsminder/Lokalitet/85739/ Arkiveret 5. marts 2016 hos Wayback Machine    | 55°03′06″N 9°28′29″Ø / 55.0515717427839°N 9.47477696943244°Ø | Upload foto |            |
| Dyrehave                       | Stenbygget grav                 | Bronzealder (ca. -1700 til -1101)          | Nej                                            | http://www.kulturarv.dk/fundogfortidsminder/Lokalitet/85739/ Arkiveret 5. marts 2016 hos Wayback Machine    | 55°03′06″N 9°28′29″Ø / 55.0515717427839°N 9.47477696943244°Ø | Upload foto |            |
| Elbjerg Skov                   | Rundhøj                         | Oldtid (ca. -250000 til 1066)              | Nej                                            | http://www.kulturarv.dk/fundogfortidsminder/Lokalitet/85812/ Arkiveret 5. marts 2016 hos Wayback Machine    | 55°03′45″N 9°31′27″Ø / 55.0624541874608°N 9.52422200265895°Ø | Upload foto |            |
| Elsholm                        | Borg/Voldsted                   | Middelalder (ca. 1067 til 1535)            | Nej                                            | http://www.kulturarv.dk/fundogfortidsminder/Lokalitet/118818/ Arkiveret 5. marts 2016 hos Wayback Machine   | 55°04′35″N 9°32′30″Ø / 55.0764320694733°N 9.54179020236841°Ø | Upload foto |            |
| Elsholm                        | Vejdæmning                      | Historisk Tid (ca. 1067 til 2009)          | Nej                                            | http://www.kulturarv.dk/fundogfortidsminder/Lokalitet/118818/ Arkiveret 5. marts 2016 hos Wayback Machine   | 55°04′35″N 9°32′30″Ø / 55.0764320694733°N 9.54179020236841°Ø | Upload foto |            |
| Enemark Skov                   | Rundhøj                         | Oldtid (ca. -250000 til 1066)              | Nej                                            | http://www.kulturarv.dk/fundogfortidsminder/Lokalitet/85791/ Arkiveret 5. marts 2016 hos Wayback Machine    | 55°04′25″N 9°32′36″Ø / 55.0735047657985°N 9.54330114991263°Ø | Upload foto |            |
| Ensted                         | Rundhøj                         | Stenalder (ca. -3950 til -2801)            | Nej                                            | http://www.kulturarv.dk/fundogfortidsminder/Lokalitet/85082/ Arkiveret 4. marts 2016 hos Wayback Machine    | 55°00′44″N 9°26′14″Ø / 55.0122026652929°N 9.43710371183926°Ø | Upload foto |            |
| Ensted                         | Dysse eller jættestue           | Stenalder (ca. -3950 til -2801)            | Nej                                            | http://www.kulturarv.dk/fundogfortidsminder/Lokalitet/85082/ Arkiveret 4. marts 2016 hos Wayback Machine    | 55°00′44″N 9°26′14″Ø / 55.0122026652929°N 9.43710371183926°Ø | Upload foto |            |
| Ensted                         | Rundhøj                         | Stenalder (ca. -3950 til -2801)            | Nej                                            | http://www.kulturarv.dk/fundogfortidsminder/Lokalitet/85083/ Arkiveret 22. januar 2018 hos Wayback Machine  | 55°00′31″N 9°26′16″Ø / 55.008643385189°N 9.43777153548999°Ø  | Upload foto |            |
| Ensted                         | Dysse eller jættestue           | Stenalder (ca. -3950 til -2801)            | Nej                                            | http://www.kulturarv.dk/fundogfortidsminder/Lokalitet/85083/ Arkiveret 22. januar 2018 hos Wayback Machine  | 55°00′31″N 9°26′16″Ø / 55.008643385189°N 9.43777153548999°Ø  | Upload foto |            |
| Ensted                         | Rundhøj                         | Stenalder (ca. -3950 til -2801)            | Nej                                            | http://www.kulturarv.dk/fundogfortidsminder/Lokalitet/85084/ Arkiveret 4. marts 2016 hos Wayback Machine    | 55°00′32″N 9°26′18″Ø / 55.0087582921299°N 9.4383044163312°Ø  | Upload foto |            |
| Ensted                         | Dysse eller jættestue           | Stenalder (ca. -3950 til -2801)            | Nej                                            | http://www.kulturarv.dk/fundogfortidsminder/Lokalitet/85084/ Arkiveret 4. marts 2016 hos Wayback Machine    | 55°00′32″N 9°26′18″Ø / 55.0087582921299°N 9.4383044163312°Ø  | Upload foto |            |
| Ensted                         | Rundhøj                         | Oldtid (ca. -250000 til 1066)              | Nej                                            | http://www.kulturarv.dk/fundogfortidsminder/Lokalitet/190433/ Arkiveret 22. januar 2018 hos Wayback Machine | 55°00′35″N 9°27′23″Ø / 55.0097820346276°N 9.45650380059455°Ø | Upload foto |            |
| Ensted                         | Dæmning (uspecificeret)         | Nyere tid (ca. 1661 til 2009)              | Nej                                            | http://www.kulturarv.dk/fundogfortidsminder/Lokalitet/191057/ Arkiveret 23. januar 2018 hos Wayback Machine | 55°00′50″N 9°24′51″Ø / 55.0137946102841°N 9.41407329770923°Ø | Upload foto |            |
| Ensted præstegård              | Mindesmærke                     | Middelalder (ca. 1500 til 1535)            | Nej                                            | http://www.kulturarv.dk/fundogfortidsminder/Lokalitet/127689/ Arkiveret 5. marts 2016 hos Wayback Machine   | 54°59′43″N 9°25′29″Ø / 54.9952013578753°N 9.42460473983594°Ø | Upload foto |            |
| Feldsted                       | Rundhøj                         | Oldtid (ca. -250000 til 1066)              | Nej                                            | http://www.kulturarv.dk/fundogfortidsminder/Lokalitet/85127/ Arkiveret 5. marts 2016 hos Wayback Machine    | 54°59′06″N 9°28′26″Ø / 54.9851079007801°N 9.47377018117723°Ø | Upload foto |            |
| Feldsted                       | Langhøj                         | Stenalder (ca. -3950 til -2801)            | Nej                                            | http://www.kulturarv.dk/fundogfortidsminder/Lokalitet/85133/ Arkiveret 23. januar 2018 hos Wayback Machine  | 55°00′47″N 9°29′37″Ø / 55.0130853244696°N 9.49349075135394°Ø | Upload foto |            |
| Feldsted                       | Dysse                           | Stenalder (ca. -3950 til -2801)            | Nej                                            | http://www.kulturarv.dk/fundogfortidsminder/Lokalitet/85133/ Arkiveret 23. januar 2018 hos Wayback Machine  | 55°00′47″N 9°29′37″Ø / 55.0130853244696°N 9.49349075135394°Ø | Upload foto |            |
| Feldsted                       | Have                            | Nyere tid (ca. 1661 til 2009)              | Nej                                            | http://www.kulturarv.dk/fundogfortidsminder/Lokalitet/85133/ Arkiveret 23. januar 2018 hos Wayback Machine  | 55°00′47″N 9°29′37″Ø / 55.0130853244696°N 9.49349075135394°Ø | Upload foto |            |
| Felsbækgaard                   | Rundhøj                         | Stenalder (ca. -3950 til -2801)            | Nej                                            | http://www.kulturarv.dk/fundogfortidsminder/Lokalitet/85094/ Arkiveret 23. januar 2018 hos Wayback Machine  | 55°00′36″N 9°29′09″Ø / 55.0099769824389°N 9.48590007627142°Ø | Upload foto |            |
| Felsbækgaard                   | Dysse eller jættestue           | Stenalder (ca. -3950 til -2801)            | Nej                                            | http://www.kulturarv.dk/fundogfortidsminder/Lokalitet/85094/ Arkiveret 23. januar 2018 hos Wayback Machine  | 55°00′36″N 9°29′09″Ø / 55.0099769824389°N 9.48590007627142°Ø | Upload foto |            |
| Fladbjerg                      | Tuegrav                         | Jernalder (ca. -500 til 0)                 | Nej                                            | http://www.kulturarv.dk/fundogfortidsminder/Lokalitet/85314/ Arkiveret 5. marts 2016 hos Wayback Machine    | 54°55′00″N 9°25′13″Ø / 54.9167641968328°N 9.42026906773013°Ø | Upload foto |            |
| Fladhøj                        | Rundhøj                         | Oldtid (ca. -250000 til 1066)              | Lokal                                          | http://www.kulturarv.dk/fundogfortidsminder/Lokalitet/85886/ Arkiveret 6. marts 2016 hos Wayback Machine    | 55°03′37″N 9°19′13″Ø / 55.0603658092958°N 9.32040784946047°Ø | Upload foto |            |
| Fladhøj                        | Staldbygning                    | Nyere tid (ca. 1661 til 2009)              | Lokal                                          | http://www.kulturarv.dk/fundogfortidsminder/Lokalitet/85886/ Arkiveret 6. marts 2016 hos Wayback Machine    | 55°03′37″N 9°19′13″Ø / 55.0603658092958°N 9.32040784946047°Ø | Upload foto |            |
| Frøslev                        | Rundhøj                         | Oldtid (ca. -250000 til 1066)              | Nej                                            | http://www.kulturarv.dk/fundogfortidsminder/Lokalitet/84928/ Arkiveret 4. marts 2016 hos Wayback Machine    | 54°48′32″N 9°20′18″Ø / 54.8088383369977°N 9.33836737046499°Ø | Upload foto |            |
| Frøslev                        | Rundhøj                         | Oldtid (ca. -250000 til 1066)              | Nej                                            | http://www.kulturarv.dk/fundogfortidsminder/Lokalitet/84941/ Arkiveret 23. januar 2018 hos Wayback Machine  | 54°48′58″N 9°19′54″Ø / 54.8160819536116°N 9.33175195381399°Ø | Upload foto |            |
| Frøslev                        | Rundhøj                         | Oldtid (ca. -250000 til 1066)              | Nej                                            | http://www.kulturarv.dk/fundogfortidsminder/Lokalitet/84942/ Arkiveret 5. marts 2016 hos Wayback Machine    | 54°49′04″N 9°19′52″Ø / 54.8176836399277°N 9.33100252449747°Ø | Upload foto |            |
| Frøslev                        | Rundhøj                         | Oldtid (ca. -250000 til 1066)              | Nej                                            | http://www.kulturarv.dk/fundogfortidsminder/Lokalitet/84944/ Arkiveret 5. marts 2016 hos Wayback Machine    | 54°49′11″N 9°19′41″Ø / 54.8198484777623°N 9.32804767386247°Ø | Upload foto |            |
| Frøslev Plantage               | Rundhøj                         | Oldtid (ca. -250000 til 1066)              | Nej                                            | http://www.kulturarv.dk/fundogfortidsminder/Lokalitet/84946/ Arkiveret 23. januar 2018 hos Wayback Machine  | 54°49′35″N 9°19′22″Ø / 54.8263064173988°N 9.32265205390633°Ø | Upload foto |            |
| Frøslev Plantage               | Militærvæsen, uspec undergruppe | Nyere tid (ca. 1661 til 2009)              | Nej                                            | http://www.kulturarv.dk/fundogfortidsminder/Lokalitet/84946/ Arkiveret 23. januar 2018 hos Wayback Machine  | 54°49′35″N 9°19′22″Ø / 54.8263064173988°N 9.3226520539063°Ø  | Upload foto |            |
| Frøslev Plantage               | Rundhøj                         | Oldtid (ca. -250000 til 1066)              | Nej                                            | http://www.kulturarv.dk/fundogfortidsminder/Lokalitet/85038/ Arkiveret 5. marts 2016 hos Wayback Machine    | 54°49′28″N 9°19′27″Ø / 54.8243075536329°N 9.32408365098642°Ø | Upload foto |            |
| Galgehøj                       | Rundhøj                         | Oldtid (ca. -3950 til -501)                | Nej                                            | http://www.kulturarv.dk/fundogfortidsminder/Lokalitet/84723/ Arkiveret 23. januar 2018 hos Wayback Machine  | 54°56′08″N 9°06′21″Ø / 54.9356774370618°N 9.10593945836003°Ø | Upload foto |            |
| Galgehøj                       | Stenkiste                       | Oldtid (ca. -3950 til -501)                | Nej                                            | http://www.kulturarv.dk/fundogfortidsminder/Lokalitet/84723/ Arkiveret 23. januar 2018 hos Wayback Machine  | 54°56′08″N 9°06′21″Ø / 54.9356774370618°N 9.10593945836003°Ø | Upload foto |            |
| Galgehøj                       | Rettersted                      | Nyere tid (ca. 1661 til 2009)              | Nej                                            | http://www.kulturarv.dk/fundogfortidsminder/Lokalitet/84723/ Arkiveret 23. januar 2018 hos Wayback Machine  | 54°56′08″N 9°06′21″Ø / 54.9356774370618°N 9.10593945836003°Ø | Upload foto |            |
| Gejlaa                         | Rundhøj                         | Oldtid (ca. -250000 til 1066)              | Nej                                            | http://www.kulturarv.dk/fundogfortidsminder/Lokalitet/85226/ Arkiveret 5. marts 2016 hos Wayback Machine    | 54°54′19″N 9°22′26″Ø / 54.9052870655303°N 9.37386058099987°Ø | Upload foto |            |
| Gejlå bro                      | Bro                             | Nyere tid (ca. 1661 til 2009)              | Nej                                            | http://www.kulturarv.dk/fundogfortidsminder/Lokalitet/112338/ Arkiveret 23. januar 2018 hos Wayback Machine | 54°53′35″N 9°21′44″Ø / 54.8929475694535°N 9.36228682624895°Ø | Upload foto |            |
| Gejlå bro                      | Dige (uspecificeret)            | Historisk Tid (ca. 1067 til 2009)          | Nej                                            | http://www.kulturarv.dk/fundogfortidsminder/Lokalitet/112338/ Arkiveret 23. januar 2018 hos Wayback Machine | 54°53′35″N 9°21′44″Ø / 54.8929475694535°N 9.36228682624895°Ø | Upload foto |            |
| Genner                         | Rundhøj                         | Oldtid (ca. -3950 til -501)                | Nej                                            | http://www.kulturarv.dk/fundogfortidsminder/Lokalitet/86356/ Arkiveret 23. januar 2018 hos Wayback Machine  | 55°07′24″N 9°25′00″Ø / 55.1232032570949°N 9.41677202581174°Ø | Upload foto |            |
| Genner                         | Stenbygget grav                 | Oldtid (ca. -3950 til -501)                | Nej                                            | http://www.kulturarv.dk/fundogfortidsminder/Lokalitet/86356/ Arkiveret 23. januar 2018 hos Wayback Machine  | 55°07′24″N 9°25′00″Ø / 55.1232032570949°N 9.41677202581174°Ø | Upload foto |            |
| Genner                         | Rundhøj                         | Stenalder (ca. -3950 til -2801)            | Nej                                            | http://www.kulturarv.dk/fundogfortidsminder/Lokalitet/86359/ Arkiveret 23. januar 2018 hos Wayback Machine  | 55°06′39″N 9°25′26″Ø / 55.1106968181341°N 9.42395268128052°Ø | Upload foto |            |
| Genner                         | Stenbygget grav                 | Stenalder (ca. -3950 til -2801)            | Nej                                            | http://www.kulturarv.dk/fundogfortidsminder/Lokalitet/86359/ Arkiveret 23. januar 2018 hos Wayback Machine  | 55°06′39″N 9°25′26″Ø / 55.1106968181341°N 9.42395268128052°Ø | Upload foto |            |
| Genner                         | Rundhøj                         | Stenalder (ca. -3950 til -2801)            | Nej                                            | http://www.kulturarv.dk/fundogfortidsminder/Lokalitet/86360/ Arkiveret 4. marts 2016 hos Wayback Machine    | 55°08′07″N 9°26′10″Ø / 55.1351593630439°N 9.43618621085559°Ø | Upload foto |            |
| Genner                         | Dysse eller jættestue           | Stenalder (ca. -3950 til -2801)            | Nej                                            | http://www.kulturarv.dk/fundogfortidsminder/Lokalitet/86360/ Arkiveret 4. marts 2016 hos Wayback Machine    | 55°08′07″N 9°26′10″Ø / 55.1351593630439°N 9.43618621085559°Ø | Upload foto |            |
| Genner                         | Rundhøj                         | Oldtid (ca. -250000 til 1066)              | Nej                                            | http://www.kulturarv.dk/fundogfortidsminder/Lokalitet/86368/ Arkiveret 4. marts 2016 hos Wayback Machine    | 55°07′36″N 9°26′33″Ø / 55.1267064442509°N 9.44250348197169°Ø | Upload foto |            |
| Genner                         | Rundhøj                         | Oldtid (ca. -250000 til 1066)              | Nej                                            | http://www.kulturarv.dk/fundogfortidsminder/Lokalitet/86398/ Arkiveret 23. januar 2018 hos Wayback Machine  | 55°08′41″N 9°27′10″Ø / 55.144766733138°N 9.45271627890795°Ø  | Upload foto |            |
| Genner                         | Rundhøj                         | Oldtid (ca. -250000 til 1066)              | Nej                                            | http://www.kulturarv.dk/fundogfortidsminder/Lokalitet/86399/ Arkiveret 23. januar 2018 hos Wayback Machine  | 55°08′40″N 9°27′12″Ø / 55.144558165781°N 9.45328998718439°Ø  | Upload foto |            |
| Genner                         | Gravrøse                        | Oldtid (ca. -1700 til 375)                 | Nej                                            | http://www.kulturarv.dk/fundogfortidsminder/Lokalitet/86413/ Arkiveret 5. marts 2016 hos Wayback Machine    | 55°07′54″N 9°25′12″Ø / 55.1317015698038°N 9.41990062253505°Ø | Upload foto |            |
| Genner Skov                    | Rundhøj                         | Oldtid (ca. -250000 til 1066)              | Nej                                            | http://www.kulturarv.dk/fundogfortidsminder/Lokalitet/86395/ Arkiveret 5. marts 2016 hos Wayback Machine    | 55°08′26″N 9°27′35″Ø / 55.1406620749009°N 9.45970280041166°Ø | Upload foto |            |
| Genner Skov                    | Rundhøj                         | Oldtid (ca. -250000 til 1066)              | Nej                                            | http://www.kulturarv.dk/fundogfortidsminder/Lokalitet/86396/ Arkiveret 5. marts 2016 hos Wayback Machine    | 55°08′27″N 9°27′34″Ø / 55.1409007431953°N 9.45949046268883°Ø | Upload foto |            |
| Genner Skov                    | Rundhøj                         | Oldtid (ca. -5400 til -501)                | Nej                                            | http://www.kulturarv.dk/fundogfortidsminder/Lokalitet/86397/ Arkiveret 23. januar 2018 hos Wayback Machine  | 55°08′27″N 9°27′32″Ø / 55.1407256448256°N 9.45897765587164°Ø | Upload foto |            |
| Grimtoft                       | Rundhøj                         | Oldtid (ca. -250000 til 1066)              | Nej                                            | http://www.kulturarv.dk/fundogfortidsminder/Lokalitet/85209/ Arkiveret 5. marts 2016 hos Wayback Machine    | 54°53′39″N 9°24′21″Ø / 54.8942316345331°N 9.40574850354793°Ø | Upload foto |            |
| Grævlingehøj                   | Rundhøj                         | Stenalder (ca. -3950 til -2801)            | Nej                                            | http://www.kulturarv.dk/fundogfortidsminder/Lokalitet/85139/ Arkiveret 23. januar 2018 hos Wayback Machine  | 55°00′40″N 9°30′58″Ø / 55.010978146326°N 9.51621685791°Ø     | Upload foto |            |
| Grævlingehøj                   | Dysse eller jættestue           | Stenalder (ca. -3950 til -2801)            | Nej                                            | http://www.kulturarv.dk/fundogfortidsminder/Lokalitet/85139/ Arkiveret 23. januar 2018 hos Wayback Machine  | 55°00′40″N 9°30′58″Ø / 55.010978146326°N 9.51621685791°Ø     | Upload foto |            |
| Grøngrøft                      | Borg/Voldsted                   | Historisk Tid (ca. 1067 til 2009)          | Nej                                            | http://www.kulturarv.dk/fundogfortidsminder/Lokalitet/118692/ Arkiveret 5. marts 2016 hos Wayback Machine   | 54°57′00″N 9°33′02″Ø / 54.9498721056243°N 9.55056406508549°Ø | Upload foto |            |
| Grøngrøft                      | Herregårdsanlæg/Slot            | Historisk Tid (ca. 1067 til 2009)          | Nej                                            | http://www.kulturarv.dk/fundogfortidsminder/Lokalitet/118692/ Arkiveret 5. marts 2016 hos Wayback Machine   | 54°57′00″N 9°33′02″Ø / 54.9498721056243°N 9.55056406508549°Ø | Upload foto |            |
| Grøngrøft                      | Stenlægning/Stensamling         | Historisk Tid (ca. 1067 til 2009)          | Nej                                            | http://www.kulturarv.dk/fundogfortidsminder/Lokalitet/118692/ Arkiveret 5. marts 2016 hos Wayback Machine   | 54°57′00″N 9°33′02″Ø / 54.9498721056243°N 9.55056406508549°Ø | Upload foto |            |
| Grøngrøft                      | Voldgrav                        | Historisk Tid (ca. 1067 til 2009)          | Nej                                            | http://www.kulturarv.dk/fundogfortidsminder/Lokalitet/118692/ Arkiveret 5. marts 2016 hos Wayback Machine   | 54°57′00″N 9°33′02″Ø / 54.9498721056243°N 9.55056406508549°Ø | Upload foto |            |
| Gyldenbjerg                    | Rundhøj                         | Oldtid (ca. -250000 til 1066)              | Nej                                            | http://www.kulturarv.dk/fundogfortidsminder/Lokalitet/85706/ Arkiveret 4. marts 2016 hos Wayback Machine    | 55°07′30″N 9°33′21″Ø / 55.1250049405537°N 9.55577176562238°Ø | Upload foto |            |
| Gårdbæk Skov Afd. 719          | Rundhøj                         | Oldtid (ca. -250000 til 1066)              | Nej                                            | http://www.kulturarv.dk/fundogfortidsminder/Lokalitet/118718/ Arkiveret 6. marts 2016 hos Wayback Machine   | 54°51′30″N 9°29′20″Ø / 54.8584542233891°N 9.48881384624528°Ø | Upload foto |            |
| Gaardeby                       | Rundhøj                         | Oldtid (ca. -3950 til -501)                | Nej                                            | http://www.kulturarv.dk/fundogfortidsminder/Lokalitet/84784/ Arkiveret 5. marts 2016 hos Wayback Machine    | 54°54′19″N 9°14′12″Ø / 54.9051461367764°N 9.23664635988501°Ø | Upload foto |            |
| Gaardeby                       | Bygning                         | Nyere tid (ca. 1661 til 2009)              | Nej                                            | http://www.kulturarv.dk/fundogfortidsminder/Lokalitet/84784/ Arkiveret 5. marts 2016 hos Wayback Machine    | 54°54′19″N 9°14′12″Ø / 54.9051461367764°N 9.23664635988501°Ø | Upload foto |            |
| Gaardeby                       | Rundhøj                         | Oldtid (ca. -250000 til 1066)              | Nej                                            | http://www.kulturarv.dk/fundogfortidsminder/Lokalitet/84785/ Arkiveret 4. marts 2016 hos Wayback Machine    | 54°54′13″N 9°14′07″Ø / 54.9036122707493°N 9.23518701501267°Ø | Upload foto |            |
| Gaardeby                       | Rundhøj                         | Oldtid (ca. -250000 til 1066)              | Nej                                            | http://www.kulturarv.dk/fundogfortidsminder/Lokalitet/84786/ Arkiveret 23. januar 2018 hos Wayback Machine  | 54°54′11″N 9°14′10″Ø / 54.9029812266697°N 9.23621261511769°Ø | Upload foto |            |
| Gaardeby                       | Rundhøj                         | Oldtid (ca. -250000 til 1066)              | Nej                                            | http://www.kulturarv.dk/fundogfortidsminder/Lokalitet/84793/ Arkiveret 23. januar 2018 hos Wayback Machine  | 54°54′13″N 9°13′52″Ø / 54.9035753764648°N 9.23099167209223°Ø | Upload foto |            |
| Gaardeby                       | Rundhøj                         | Oldtid (ca. -250000 til 1066)              | Nej                                            | http://www.kulturarv.dk/fundogfortidsminder/Lokalitet/84795/ Arkiveret 6. marts 2016 hos Wayback Machine    | 54°54′18″N 9°14′02″Ø / 54.9050077822584°N 9.23383830073465°Ø | Upload foto |            |
| Gaardeby                       | Rundhøj                         | Oldtid (ca. -250000 til 1066)              | Nej                                            | http://www.kulturarv.dk/fundogfortidsminder/Lokalitet/84800/ Arkiveret 23. januar 2018 hos Wayback Machine  | 54°54′30″N 9°15′08″Ø / 54.9082778219862°N 9.25235538191311°Ø | Upload foto |            |
| Hanebjerg                      | Langhøj                         | Oldtid (ca. -3950 til -501)                | Nej                                            | http://www.kulturarv.dk/fundogfortidsminder/Lokalitet/86294/ Arkiveret 6. marts 2016 hos Wayback Machine    | 55°08′07″N 9°20′59″Ø / 55.1353449224182°N 9.34969615691999°Ø | Upload foto |            |
| Hedshøj                        | Rundhøj                         | Oldtid (ca. -250000 til 1066)              | Nej                                            | http://www.kulturarv.dk/fundogfortidsminder/Lokalitet/84715/ Arkiveret 5. marts 2016 hos Wayback Machine    | 54°58′15″N 9°09′19″Ø / 54.9708514135729°N 9.15527003428033°Ø | Upload foto |            |
| Hedshøj                        | Forsvarsvold                    | Nyere tid (ca. 1661 til 2009)              | Nej                                            | http://www.kulturarv.dk/fundogfortidsminder/Lokalitet/84715/ Arkiveret 5. marts 2016 hos Wayback Machine    | 54°58′15″N 9°09′19″Ø / 54.9708514135729°N 9.15527003428033°Ø | Upload foto |            |
| Helenes kilde                  | Helligkilde                     | Historisk Tid (ca. 1067 til 2009)          | Nej                                            | http://www.kulturarv.dk/fundogfortidsminder/Lokalitet/118851/ Arkiveret 22. januar 2018 hos Wayback Machine | 55°07′55″N 9°20′04″Ø / 55.1320516788054°N 9.3345551110979°Ø  | Upload foto |            |
| Hellevad                       | Rundhøj                         | Oldtid (ca. -250000 til 1066)              | Nej                                            | http://www.kulturarv.dk/fundogfortidsminder/Lokalitet/86121/ Arkiveret 23. januar 2018 hos Wayback Machine  | 55°05′17″N 9°13′45″Ø / 55.0879246585905°N 9.22903129176079°Ø | Upload foto |            |
| Hellevad                       | Rundhøj                         | Oldtid (ca. -250000 til 1066)              | Lokal                                          | http://www.kulturarv.dk/fundogfortidsminder/Lokalitet/86124/ Arkiveret 23. januar 2018 hos Wayback Machine  | 55°05′18″N 9°13′47″Ø / 55.0884360665544°N 9.22970137188096°Ø | Upload foto |            |
| Hellevad                       | Rundhøj                         | Oldtid (ca. -250000 til 1066)              | Nej                                            | http://www.kulturarv.dk/fundogfortidsminder/Lokalitet/86125/ Arkiveret 23. januar 2018 hos Wayback Machine  | 55°05′18″N 9°13′50″Ø / 55.0882238971961°N 9.2306538137115°Ø  | Upload foto |            |
| Hellevad                       | Rundhøj                         | Oldtid (ca. -250000 til 1066)              | Nej                                            | http://www.kulturarv.dk/fundogfortidsminder/Lokalitet/86126/ Arkiveret 5. marts 2016 hos Wayback Machine    | 55°05′17″N 9°13′47″Ø / 55.0879268123263°N 9.2298441561995°Ø  | Upload foto |            |
| Hellevad                       | Rundhøj                         | Oldtid (ca. -250000 til 1066)              | Nej                                            | http://www.kulturarv.dk/fundogfortidsminder/Lokalitet/86129/ Arkiveret 5. marts 2016 hos Wayback Machine    | 55°05′10″N 9°13′28″Ø / 55.0861105559807°N 9.22434921017536°Ø | Upload foto |            |
| Hellevad                       | Rundhøj                         | Oldtid (ca. -250000 til 1066)              | Nej                                            | http://www.kulturarv.dk/fundogfortidsminder/Lokalitet/86135/ Arkiveret 5. marts 2016 hos Wayback Machine    | 55°05′26″N 9°12′29″Ø / 55.0904361354657°N 9.20805372576116°Ø | Upload foto |            |
| Hjelm Skov                     | Rundhøj                         | Oldtid (ca. -250000 til 1066)              | Nej                                            | http://www.kulturarv.dk/fundogfortidsminder/Lokalitet/86001/ Arkiveret 6. marts 2016 hos Wayback Machine    | 55°02′13″N 9°23′50″Ø / 55.0368651002751°N 9.39716182573032°Ø | Upload foto |            |
| Hjelm Skov                     | Rundhøj                         | Oldtid (ca. -250000 til 1066)              | Nej                                            | http://www.kulturarv.dk/fundogfortidsminder/Lokalitet/86009/ Arkiveret 5. marts 2016 hos Wayback Machine    | 55°02′12″N 9°23′57″Ø / 55.0367506188413°N 9.39919481047636°Ø | Upload foto |            |
| Hjelm Skov                     | Rundhøj                         | Stenalder (ca. -3950 til -2801)            | Nej                                            | http://www.kulturarv.dk/fundogfortidsminder/Lokalitet/86011/ Arkiveret 22. januar 2018 hos Wayback Machine  | 55°02′12″N 9°23′50″Ø / 55.0366990000772°N 9.3972121026029°Ø  | Upload foto |            |
| Hjelm Skov                     | Dysse                           | Stenalder (ca. -3950 til -2801)            | Nej                                            | http://www.kulturarv.dk/fundogfortidsminder/Lokalitet/86011/ Arkiveret 22. januar 2018 hos Wayback Machine  | 55°02′12″N 9°23′50″Ø / 55.0366990000772°N 9.3972121026029°Ø  | Upload foto |            |
| Hjelm Skov                     | Rundhøj                         | Oldtid (ca. -250000 til 1066)              | Nej                                            | http://www.kulturarv.dk/fundogfortidsminder/Lokalitet/86013/ Arkiveret 5. marts 2016 hos Wayback Machine    | 55°02′13″N 9°23′48″Ø / 55.037038057187°N 9.39675004361456°Ø  | Upload foto |            |
| Hjelm Skov                     | Rundhøj                         | Oldtid (ca. -250000 til 1066)              | Nej                                            | http://www.kulturarv.dk/fundogfortidsminder/Lokalitet/86014/ Arkiveret 5. marts 2016 hos Wayback Machine    | 55°02′14″N 9°23′51″Ø / 55.0372319277659°N 9.39752298687516°Ø | Upload foto |            |
| Hjelm Skov                     | Rundhøj                         | Stenalder (ca. -3950 til -2801)            | Nej                                            | http://www.kulturarv.dk/fundogfortidsminder/Lokalitet/86016/ Arkiveret 22. januar 2018 hos Wayback Machine  | 55°02′07″N 9°23′18″Ø / 55.0352653395686°N 9.38825583726185°Ø | Upload foto |            |
| Hjelm Skov                     | Dysse eller jættestue           | Stenalder (ca. -3950 til -2801)            | Nej                                            | http://www.kulturarv.dk/fundogfortidsminder/Lokalitet/86016/ Arkiveret 22. januar 2018 hos Wayback Machine  | 55°02′07″N 9°23′18″Ø / 55.0352653395686°N 9.38825583726185°Ø | Upload foto |            |
| Hjelm Skov                     | Rundhøj                         | Oldtid (ca. -250000 til 1066)              | Nej                                            | http://www.kulturarv.dk/fundogfortidsminder/Lokalitet/86024/ Arkiveret 23. januar 2018 hos Wayback Machine  | 55°02′10″N 9°23′48″Ø / 55.0360068651225°N 9.39654033395944°Ø | Upload foto |            |
| Hjordkær                       | Rundhøj                         | Oldtid (ca. -3950 til -501)                | Nej                                            | http://www.kulturarv.dk/fundogfortidsminder/Lokalitet/85665/ Arkiveret 6. marts 2016 hos Wayback Machine    | 55°01′36″N 9°19′05″Ø / 55.0267357650839°N 9.31815780567744°Ø | Upload foto |            |
| Hjordkær Kirkegård             | Rundhøj                         | Oldtid (ca. -250000 til 1066)              | Nej                                            | http://www.kulturarv.dk/fundogfortidsminder/Lokalitet/85644/ Arkiveret 5. marts 2016 hos Wayback Machine    | 55°01′58″N 9°18′08″Ø / 55.0329050592262°N 9.30221694576058°Ø | Upload foto |            |
| Hjordkær Kirkegård             | Klokkestabel/-tårn              | Historisk Tid (ca. 1067 til 2009)          | Nej                                            | http://www.kulturarv.dk/fundogfortidsminder/Lokalitet/85644/ Arkiveret 5. marts 2016 hos Wayback Machine    | 55°01′58″N 9°18′08″Ø / 55.0329050592262°N 9.30221694576058°Ø | Upload foto |            |
| Holbøl                         | Rundhøj                         | Oldtid (ca. -250000 til 1066)              | Nej                                            | http://www.kulturarv.dk/fundogfortidsminder/Lokalitet/85250/ Arkiveret 5. marts 2016 hos Wayback Machine    | 54°53′27″N 9°26′06″Ø / 54.890956759285°N 9.43501426019956°Ø  | Upload foto |            |
| Holbøl                         | Rundhøj                         | Oldtid (ca. -250000 til 1066)              | Nej                                            | http://www.kulturarv.dk/fundogfortidsminder/Lokalitet/85254/ Arkiveret 23. januar 2018 hos Wayback Machine  | 54°52′55″N 9°26′03″Ø / 54.8819279322675°N 9.4342468339677°Ø  | Upload foto |            |
| Holbøl                         | Gravrøse                        | Oldtid (ca. -1700 til 375)                 | Nej                                            | http://www.kulturarv.dk/fundogfortidsminder/Lokalitet/191338/ Arkiveret 6. marts 2016 hos Wayback Machine   | 54°52′43″N 9°25′25″Ø / 54.8787477888735°N 9.42373900300943°Ø | Upload foto |            |
| Horsbyg                        | Rundhøj                         | Oldtid (ca. -250000 til 1066)              | Nej                                            | http://www.kulturarv.dk/fundogfortidsminder/Lokalitet/86052/ Arkiveret 5. marts 2016 hos Wayback Machine    | 55°06′29″N 9°16′27″Ø / 55.1081729063279°N 9.27411754858761°Ø | Upload foto |            |
| Horsbyg                        | Rundhøj                         | Oldtid (ca. -250000 til 1066)              | Nej                                            | http://www.kulturarv.dk/fundogfortidsminder/Lokalitet/86053/ Arkiveret 5. marts 2016 hos Wayback Machine    | 55°06′28″N 9°16′28″Ø / 55.1078521972978°N 9.27445490665607°Ø | Upload foto |            |
| Hostrup Skov                   | Rundhøj                         | Stenalder (ca. -3950 til -2801)            | Nej                                            | http://www.kulturarv.dk/fundogfortidsminder/Lokalitet/133998/ Arkiveret 23. januar 2018 hos Wayback Machine | 55°00′36″N 9°27′22″Ø / 55.0101355177026°N 9.45624729837043°Ø | Upload foto |            |
| Hostrup Skov                   | Stenbygget grav                 | Stenalder (ca. -3950 til -2801)            | Nej                                            | http://www.kulturarv.dk/fundogfortidsminder/Lokalitet/133998/ Arkiveret 23. januar 2018 hos Wayback Machine | 55°00′36″N 9°27′22″Ø / 55.0101355177026°N 9.45624729837043°Ø | Upload foto |            |
| Hostrupskov                    | Rundhøj                         | Stenalder (ca. -3950 til -2801)            | Nej                                            | http://www.kulturarv.dk/fundogfortidsminder/Lokalitet/85089/ Arkiveret 23. januar 2018 hos Wayback Machine  | 55°00′36″N 9°27′24″Ø / 55.0099653219107°N 9.45661985935947°Ø | Upload foto |            |
| Hostrupskov                    | Dysse                           | Stenalder (ca. -3950 til -2801)            | Nej                                            | http://www.kulturarv.dk/fundogfortidsminder/Lokalitet/85089/ Arkiveret 23. januar 2018 hos Wayback Machine  | 55°00′36″N 9°27′24″Ø / 55.0099653219107°N 9.45661985935947°Ø | Upload foto |            |
| Hostrupskov                    | Rundhøj                         | Stenalder (ca. -3950 til -2801)            | Nej                                            | http://www.kulturarv.dk/fundogfortidsminder/Lokalitet/85090/ Arkiveret 23. januar 2018 hos Wayback Machine  | 55°00′39″N 9°27′24″Ø / 55.0108520299989°N 9.45655842427132°Ø | Upload foto |            |
| Hostrupskov                    | Dysse eller jættestue           | Stenalder (ca. -3950 til -2801)            | Nej                                            | http://www.kulturarv.dk/fundogfortidsminder/Lokalitet/85090/ Arkiveret 23. januar 2018 hos Wayback Machine  | 55°00′39″N 9°27′24″Ø / 55.0108520299989°N 9.45655842427132°Ø | Upload foto |            |
| Hostrupskov                    | Rundhøj                         | Stenalder (ca. -3950 til -2801)            | Nej                                            | http://www.kulturarv.dk/fundogfortidsminder/Lokalitet/85091/ Arkiveret 22. januar 2018 hos Wayback Machine  | 55°00′40″N 9°27′25″Ø / 55.0111314522905°N 9.45683293163617°Ø | Upload foto |            |
| Hostrupskov                    | Dysse eller jættestue           | Stenalder (ca. -3950 til -2801)            | Nej                                            | http://www.kulturarv.dk/fundogfortidsminder/Lokalitet/85091/ Arkiveret 22. januar 2018 hos Wayback Machine  | 55°00′40″N 9°27′25″Ø / 55.0111314522905°N 9.45683293163617°Ø | Upload foto |            |
| Hostrupskov                    | Rundhøj                         | Stenalder (ca. -3950 til -2801)            | Nej                                            | http://www.kulturarv.dk/fundogfortidsminder/Lokalitet/85092/ Arkiveret 23. januar 2018 hos Wayback Machine  | 55°00′46″N 9°27′28″Ø / 55.0128380566966°N 9.45786482527461°Ø | Upload foto |            |
| Hostrupskov                    | Dysse eller jættestue           | Stenalder (ca. -3950 til -2801)            | Nej                                            | http://www.kulturarv.dk/fundogfortidsminder/Lokalitet/85092/ Arkiveret 23. januar 2018 hos Wayback Machine  | 55°00′46″N 9°27′28″Ø / 55.0128380566966°N 9.45786482527461°Ø | Upload foto |            |
| Hostrupskov                    | Dysse                           | Stenalder (ca. -3950 til -2801)            | Nej                                            | http://www.kulturarv.dk/fundogfortidsminder/Lokalitet/85092/ Arkiveret 23. januar 2018 hos Wayback Machine  | 55°00′46″N 9°27′28″Ø / 55.0128380566966°N 9.45786482527461°Ø | Upload foto |            |
| Hostrupskov                    | Rundhøj                         | Stenalder (ca. -3950 til -2801)            | Nej                                            | http://www.kulturarv.dk/fundogfortidsminder/Lokalitet/85093/ Arkiveret 23. januar 2018 hos Wayback Machine  | 55°00′37″N 9°27′59″Ø / 55.0103192804923°N 9.46634811122037°Ø | Upload foto |            |
| Hostrupskov                    | Dysse eller jættestue           | Stenalder (ca. -3950 til -2801)            | Nej                                            | http://www.kulturarv.dk/fundogfortidsminder/Lokalitet/85093/ Arkiveret 23. januar 2018 hos Wayback Machine  | 55°00′37″N 9°27′59″Ø / 55.0103192804923°N 9.46634811122037°Ø | Upload foto |            |
| Hostrupskov                    | Rundhøj                         | Stenalder (ca. -3950 til -2801)            | Nej                                            | http://www.kulturarv.dk/fundogfortidsminder/Lokalitet/129076/ Arkiveret 22. januar 2018 hos Wayback Machine | 55°00′36″N 9°27′25″Ø / 55.0100311898104°N 9.45684519631825°Ø | Upload foto |            |
| Hostrupskov                    | Dysse eller jættestue           | Stenalder (ca. -3950 til -2801)            | Nej                                            | http://www.kulturarv.dk/fundogfortidsminder/Lokalitet/129076/ Arkiveret 22. januar 2018 hos Wayback Machine | 55°00′36″N 9°27′25″Ø / 55.0100311898104°N 9.45684519631825°Ø | Upload foto |            |
| Hovslund                       | Rundhøj                         | Oldtid (ca. -250000 til 1066)              | Nej                                            | http://www.kulturarv.dk/fundogfortidsminder/Lokalitet/86278/ Arkiveret 5. marts 2016 hos Wayback Machine    | 55°07′47″N 9°20′26″Ø / 55.129615715567°N 9.34055756484574°Ø  | Upload foto |            |
| Hovslund                       | Rundhøj                         | Oldtid (ca. -250000 til 1066)              | Lokal                                          | http://www.kulturarv.dk/fundogfortidsminder/Lokalitet/86282/ Arkiveret 4. marts 2016 hos Wayback Machine    | 55°08′27″N 9°20′57″Ø / 55.140724364917°N 9.34902933230546°Ø  | Upload foto |            |
| Hovslund                       | Rundhøj                         | Oldtid (ca. -250000 til 1066)              | Nej                                            | http://www.kulturarv.dk/fundogfortidsminder/Lokalitet/86284/ Arkiveret 5. marts 2016 hos Wayback Machine    | 55°08′05″N 9°20′53″Ø / 55.1347864645418°N 9.34798689850719°Ø | Upload foto |            |
| Hovslund                       | Rundhøj                         | Oldtid (ca. -250000 til 1066)              | Nej                                            | http://www.kulturarv.dk/fundogfortidsminder/Lokalitet/86290/ Arkiveret 23. januar 2018 hos Wayback Machine  | 55°08′18″N 9°20′50″Ø / 55.1382894324407°N 9.34731554532922°Ø | Upload foto |            |
| Hovslund                       | Rundhøj                         | Oldtid (ca. -250000 til 1066)              | Nej                                            | http://www.kulturarv.dk/fundogfortidsminder/Lokalitet/86348/ Arkiveret 22. januar 2018 hos Wayback Machine  | 55°08′50″N 9°24′10″Ø / 55.1472810279098°N 9.40287107272729°Ø | Upload foto |            |
| Hærulfstenen                   | Runesten                        | Vikingetid (ca. 750 til 1066)              | Nej                                            | http://www.kulturarv.dk/fundogfortidsminder/Lokalitet/86273/ Arkiveret 23. januar 2018 hos Wayback Machine  | 55°08′24″N 9°20′42″Ø / 55.14008944079°N 9.34493468278568°Ø   | Upload foto |            |
| Hønsnap                        | Rundhøj                         | Oldtid (ca. -250000 til 1066)              | Nej                                            | http://www.kulturarv.dk/fundogfortidsminder/Lokalitet/85279/ Arkiveret 23. januar 2018 hos Wayback Machine  | 54°52′19″N 9°25′54″Ø / 54.8720424927872°N 9.43175642107865°Ø | Upload foto |            |
| Hønsnap                        | Langhøj                         | Stenalder (ca. -3950 til -2801)            | Nej                                            | http://www.kulturarv.dk/fundogfortidsminder/Lokalitet/85287/ Arkiveret 5. marts 2016 hos Wayback Machine    | 54°52′04″N 9°29′50″Ø / 54.8678646098816°N 9.49735727994996°Ø | Upload foto |            |
| Hønsnap                        | Dysse                           | Stenalder (ca. -3950 til -2801)            | Nej                                            | http://www.kulturarv.dk/fundogfortidsminder/Lokalitet/85287/ Arkiveret 5. marts 2016 hos Wayback Machine    | 54°52′04″N 9°29′50″Ø / 54.8678646098816°N 9.49735727994996°Ø | Upload foto |            |
| Hønsnap skov afd. 679          | Rundhøj                         | Stenalder (ca. -3950 til -2801)            | Nej                                            | http://www.kulturarv.dk/fundogfortidsminder/Lokalitet/85281/ Arkiveret 23. januar 2018 hos Wayback Machine  | 54°51′45″N 9°29′15″Ø / 54.8625124836718°N 9.4875074690924°Ø  | Upload foto |            |
| Hønsnap skov afd. 679          | Dysse eller jættestue           | Stenalder (ca. -3950 til -2801)            | Nej                                            | http://www.kulturarv.dk/fundogfortidsminder/Lokalitet/85281/ Arkiveret 23. januar 2018 hos Wayback Machine  | 54°51′45″N 9°29′15″Ø / 54.8625124836718°N 9.4875074690924°Ø  | Upload foto |            |
| Hønsnap skov afd. 680 og 702   | Langhøj                         | Stenalder (ca. -3950 til -2801)            | Nej                                            | http://www.kulturarv.dk/fundogfortidsminder/Lokalitet/85285/ Arkiveret 5. marts 2016 hos Wayback Machine    | 54°51′56″N 9°29′41″Ø / 54.8656920729018°N 9.49460391435673°Ø | Upload foto |            |
| Hønsnap skov afd. 680 og 702   | Dysse eller jættestue           | Stenalder (ca. -3950 til -2801)            | Nej                                            | http://www.kulturarv.dk/fundogfortidsminder/Lokalitet/85285/ Arkiveret 5. marts 2016 hos Wayback Machine    | 54°51′56″N 9°29′41″Ø / 54.8656920729018°N 9.49460391435673°Ø | Upload foto |            |
| Hønsnap Skov afd. 681          | Rundhøj                         | Oldtid (ca. -250000 til 1066)              | Nej                                            | http://www.kulturarv.dk/fundogfortidsminder/Lokalitet/85305/ Arkiveret 23. januar 2018 hos Wayback Machine  | 54°52′02″N 9°29′41″Ø / 54.8673089033949°N 9.49479508636763°Ø | Upload foto |            |
| Hønsnap Skov afd. 681          | Stensætning                     | Oldtid (ca. -250000 til 1066)              | Nej                                            | http://www.kulturarv.dk/fundogfortidsminder/Lokalitet/85305/ Arkiveret 23. januar 2018 hos Wayback Machine  | 54°52′02″N 9°29′41″Ø / 54.8673089033949°N 9.49479508636763°Ø | Upload foto |            |
| Hønsnap Skov afd. 681          | Stensætning                     | Oldtid (ca. -250000 til 1066)              | Nej                                            | http://www.kulturarv.dk/fundogfortidsminder/Lokalitet/85305/ Arkiveret 23. januar 2018 hos Wayback Machine  | 54°52′02″N 9°29′41″Ø / 54.8673089033949°N 9.49479508636763°Ø | Upload foto |            |
| Hønsnap Skov afd. 686          | Langhøj                         | Stenalder (ca. -3950 til -2801)            | Nej                                            | http://www.kulturarv.dk/fundogfortidsminder/Lokalitet/85289/ Arkiveret 4. marts 2016 hos Wayback Machine    | 54°52′03″N 9°30′00″Ø / 54.8674314535588°N 9.49998522651826°Ø | Upload foto |            |
| Hønsnap Skov afd. 686          | Dysse eller jættestue           | Stenalder (ca. -3950 til -2801)            | Nej                                            | http://www.kulturarv.dk/fundogfortidsminder/Lokalitet/85289/ Arkiveret 4. marts 2016 hos Wayback Machine    | 54°52′03″N 9°30′00″Ø / 54.8674314535588°N 9.49998522651826°Ø | Upload foto |            |
| Hønsnap Skov afd. 697          | Rundhøj                         | Oldtid (ca. -250000 til 1066)              | Nej                                            | http://www.kulturarv.dk/fundogfortidsminder/Lokalitet/118696/ Arkiveret 23. januar 2018 hos Wayback Machine | 54°52′06″N 9°29′45″Ø / 54.8683829375437°N 9.49586779591218°Ø | Upload foto |            |
| Hønsnap Skov Afd. 700          | Rundhøj                         | Oldtid (ca. -250000 til 1066)              | Nej                                            | http://www.kulturarv.dk/fundogfortidsminder/Lokalitet/118716/ Arkiveret 5. marts 2016 hos Wayback Machine   | 54°51′56″N 9°29′44″Ø / 54.8656252981796°N 9.49555352678845°Ø | Upload foto |            |
| Hønsnap Skov afd. 710          | Langhøj                         | Stenalder (ca. -3950 til -2801)            | Nej                                            | http://www.kulturarv.dk/fundogfortidsminder/Lokalitet/85275/ Arkiveret 6. marts 2016 hos Wayback Machine    | 54°52′00″N 9°29′55″Ø / 54.8667545769835°N 9.49849663920958°Ø | Upload foto |            |
| Hønsnap Skov afd. 710          | Dysse eller jættestue           | Stenalder (ca. -3950 til -2801)            | Nej                                            | http://www.kulturarv.dk/fundogfortidsminder/Lokalitet/85275/ Arkiveret 6. marts 2016 hos Wayback Machine    | 54°52′00″N 9°29′55″Ø / 54.8667545769835°N 9.49849663920958°Ø | Upload foto |            |
| Hønsnap Skov afd. 710          | Dysse eller jættestue           | Stenalder (ca. -3950 til -2801)            | Nej                                            | http://www.kulturarv.dk/fundogfortidsminder/Lokalitet/85275/ Arkiveret 6. marts 2016 hos Wayback Machine    | 54°52′00″N 9°29′55″Ø / 54.8667545769835°N 9.49849663920958°Ø | Upload foto |            |
| Hønsnap Skov afd. 710          | Langhøj                         | Stenalder (ca. -3950 til -2801)            | Nej                                            | http://www.kulturarv.dk/fundogfortidsminder/Lokalitet/85288/ Arkiveret 5. marts 2016 hos Wayback Machine    | 54°51′56″N 9°29′58″Ø / 54.8654922789552°N 9.49950940882529°Ø | Upload foto |            |
| Hønsnap Skov afd. 710          | Rundhøj                         | Oldtid (ca. -250000 til 1066)              | Nej                                            | http://www.kulturarv.dk/fundogfortidsminder/Lokalitet/85306/ Arkiveret 5. marts 2016 hos Wayback Machine    | 54°51′55″N 9°29′56″Ø / 54.8652696061488°N 9.49902365756713°Ø | Upload foto |            |
| Hønsnap Skov Afd. 712          | Rundhøj                         | Oldtid (ca. -250000 til 1066)              | Nej                                            | http://www.kulturarv.dk/fundogfortidsminder/Lokalitet/118717/ Arkiveret 5. marts 2016 hos Wayback Machine   | 54°51′44″N 9°29′35″Ø / 54.8621216121155°N 9.49306462191675°Ø | Upload foto |            |
| Hønsnapvej                     | Rundhøj                         | Oldtid (ca. -250000 til 1066)              | Nej                                            | http://www.kulturarv.dk/fundogfortidsminder/Lokalitet/124764/ Arkiveret 23. januar 2018 hos Wayback Machine | 54°51′58″N 9°29′21″Ø / 54.8661007369831°N 9.48910882458584°Ø | Upload foto |            |
| Hønsnapvej                     | Rundhøj                         | Oldtid (ca. -250000 til 1066)              | Nej                                            | http://www.kulturarv.dk/fundogfortidsminder/Lokalitet/124765/ Arkiveret 4. marts 2016 hos Wayback Machine   | 54°51′58″N 9°29′20″Ø / 54.8661019277631°N 9.48881280028702°Ø | Upload foto |            |
| Immervad Bro                   | Bro                             | Historisk Tid (ca. 1067 til 2009)          | National                                       | http://www.kulturarv.dk/fundogfortidsminder/Lokalitet/124257/ Arkiveret 6. marts 2016 hos Wayback Machine   | 55°09′25″N 9°21′02″Ø / 55.1569882408888°N 9.35054258862646°Ø | Upload foto |            |
| Jernishøj                      | Rundhøj                         | Oldtid (ca. -250000 til 1066)              | Nej                                            | http://www.kulturarv.dk/fundogfortidsminder/Lokalitet/85316/ Arkiveret 4. marts 2016 hos Wayback Machine    | 54°56′29″N 9°21′45″Ø / 54.9413752476746°N 9.36256560718306°Ø | Upload foto |            |
| Jernishøj                      | Rundhøj                         | Oldtid (ca. -3950 til -501)                | Nej                                            | http://www.kulturarv.dk/fundogfortidsminder/Lokalitet/85341/ Arkiveret 6. marts 2016 hos Wayback Machine    | 54°56′29″N 9°21′41″Ø / 54.9412892382311°N 9.36126920894347°Ø | Upload foto |            |
| Jørgensgaard Skov              | Rundhøj                         | Oldtid (ca. -250000 til 1066)              | Nej                                            | http://www.kulturarv.dk/fundogfortidsminder/Lokalitet/86020/ Arkiveret 5. marts 2016 hos Wayback Machine    | 55°03′03″N 9°26′29″Ø / 55.0508396995027°N 9.44133068159543°Ø | Upload foto |            |
| Jørgensgaard Skov              | Rundhøj                         | Oldtid (ca. -250000 til 1066)              | Nej                                            | http://www.kulturarv.dk/fundogfortidsminder/Lokalitet/86021/ Arkiveret 5. marts 2016 hos Wayback Machine    | 55°02′56″N 9°27′07″Ø / 55.0489224323074°N 9.4519998065534°Ø  | Upload foto |            |
| Kelstrup Fredskov              | Rundhøj                         | Stenalder (ca. -3950 til -2801)            | Nej                                            | http://www.kulturarv.dk/fundogfortidsminder/Lokalitet/131816/ Arkiveret 4. marts 2016 hos Wayback Machine   | 54°52′25″N 9°29′35″Ø / 54.8737055399145°N 9.4930500533244°Ø  | Upload foto |            |
| Kelstrup Fredskov              | Dysse eller jættestue           | Stenalder (ca. -3950 til -2801)            | Nej                                            | http://www.kulturarv.dk/fundogfortidsminder/Lokalitet/131816/ Arkiveret 4. marts 2016 hos Wayback Machine   | 54°52′25″N 9°29′35″Ø / 54.8737055399145°N 9.4930500533244°Ø  | Upload foto |            |
| Kelstrup Fredskov              | Rundhøj                         | Stenalder (ca. -3950 til -2801)            | Nej                                            | http://www.kulturarv.dk/fundogfortidsminder/Lokalitet/131820/ Arkiveret 22. januar 2018 hos Wayback Machine | 54°52′27″N 9°29′37″Ø / 54.8740623969545°N 9.49369335181825°Ø | Upload foto |            |
| Kelstrup Fredskov              | Dysse eller jættestue           | Stenalder (ca. -3950 til -2801)            | Nej                                            | http://www.kulturarv.dk/fundogfortidsminder/Lokalitet/131820/ Arkiveret 22. januar 2018 hos Wayback Machine | 54°52′27″N 9°29′37″Ø / 54.8740623969545°N 9.49369335181825°Ø | Upload foto |            |
| Kelstrup Fredskov Afd. 236     | Rundhøj                         | Oldtid (ca. -250000 til 1066)              | Nej                                            | http://www.kulturarv.dk/fundogfortidsminder/Lokalitet/118698/ Arkiveret 23. januar 2018 hos Wayback Machine | 54°52′32″N 9°29′30″Ø / 54.8756525650974°N 9.49159325676503°Ø | Upload foto |            |
| Kelstrup Fredskov Afd. 236     | Stenbygget grav                 | Oldtid (ca. -3950 til -501)                | Nej                                            | http://www.kulturarv.dk/fundogfortidsminder/Lokalitet/118698/ Arkiveret 23. januar 2018 hos Wayback Machine | 54°52′32″N 9°29′30″Ø / 54.8756525650974°N 9.49159325676503°Ø | Upload foto |            |
| Kelstrup Fredskov afd. 247     | Rundhøj                         | Stenalder (ca. -3950 til -2801)            | Nej                                            | http://www.kulturarv.dk/fundogfortidsminder/Lokalitet/85298/ Arkiveret 5. marts 2016 hos Wayback Machine    | 54°52′38″N 9°29′46″Ø / 54.8773324150316°N 9.49618018371669°Ø | Upload foto |            |
| Kelstrup Fredskov afd. 247     | Dysse eller jættestue           | Stenalder (ca. -3950 til -2801)            | Nej                                            | http://www.kulturarv.dk/fundogfortidsminder/Lokalitet/85298/ Arkiveret 5. marts 2016 hos Wayback Machine    | 54°52′38″N 9°29′46″Ø / 54.8773324150316°N 9.49618018371669°Ø | Upload foto |            |
| Kelstrup Fredskov afd. 249     | Gravrøse                        | Oldtid (ca. -1700 til 375)                 | Nej                                            | http://www.kulturarv.dk/fundogfortidsminder/Lokalitet/85304/ Arkiveret 5. marts 2016 hos Wayback Machine    | 54°52′37″N 9°29′57″Ø / 54.8769878673094°N 9.49912155488093°Ø | Upload foto |            |
| Kelstrup Fredskov afd. 251     | Langhøj                         | Stenalder (ca. -3950 til -2801)            | Nej                                            | http://www.kulturarv.dk/fundogfortidsminder/Lokalitet/85291/ Arkiveret 5. marts 2016 hos Wayback Machine    | 54°52′26″N 9°29′59″Ø / 54.873912333319°N 9.49962902352012°Ø  | Upload foto |            |
| Kelstrup Fredskov afd. 251     | Dysse eller jættestue           | Stenalder (ca. -3950 til -2801)            | Nej                                            | http://www.kulturarv.dk/fundogfortidsminder/Lokalitet/85291/ Arkiveret 5. marts 2016 hos Wayback Machine    | 54°52′26″N 9°29′59″Ø / 54.873912333319°N 9.49962902352012°Ø  | Upload foto |            |
| Kelstrup Fredskov afd. 251     | Dysse eller jættestue           | Stenalder (ca. -3950 til -2801)            | Nej                                            | http://www.kulturarv.dk/fundogfortidsminder/Lokalitet/85291/ Arkiveret 5. marts 2016 hos Wayback Machine    | 54°52′26″N 9°29′59″Ø / 54.873912333319°N 9.49962902352012°Ø  | Upload foto |            |
| Kelstrup Fredskov afd. 251     | Dysse eller jættestue           | Stenalder (ca. -3950 til -2801)            | Nej                                            | http://www.kulturarv.dk/fundogfortidsminder/Lokalitet/85291/ Arkiveret 5. marts 2016 hos Wayback Machine    | 54°52′26″N 9°29′59″Ø / 54.873912333319°N 9.49962902352012°Ø  | Upload foto |            |
| Kelstrup Fredskov afd. 252     | Rundhøj                         | Oldtid (ca. -250000 til 1066)              | Nej                                            | http://www.kulturarv.dk/fundogfortidsminder/Lokalitet/85290/ Arkiveret 22. januar 2018 hos Wayback Machine  | 54°52′20″N 9°30′04″Ø / 54.8721989182933°N 9.50107268339371°Ø | Upload foto |            |
| Kelstrup Plantage              | Rundhøj                         | Oldtid (ca. -250000 til 1066)              | Nej                                            | http://www.kulturarv.dk/fundogfortidsminder/Lokalitet/85257/ Arkiveret 5. marts 2016 hos Wayback Machine    | 54°52′52″N 9°25′49″Ø / 54.8809803072148°N 9.43032439700168°Ø | Upload foto |            |
| Kelstrup Plantage              | Tuegrav                         | Jernalder (ca. -500 til 0)                 | Nej                                            | http://www.kulturarv.dk/fundogfortidsminder/Lokalitet/118697/ Arkiveret 5. marts 2016 hos Wayback Machine   | 54°52′25″N 9°25′51″Ø / 54.8735919548781°N 9.43069768411262°Ø | Upload foto |            |
| Kelstrup Plantage              | Tuegrav                         | Jernalder (ca. -500 til 0)                 | Nej                                            | http://www.kulturarv.dk/fundogfortidsminder/Lokalitet/193426/ Arkiveret 23. januar 2018 hos Wayback Machine | 54°52′25″N 9°25′51″Ø / 54.8736723900585°N 9.43082321185761°Ø | Upload foto |            |
| Kelstrup Plantage              | Tuegrav                         | Jernalder (ca. -500 til 0)                 | Nej                                            | http://www.kulturarv.dk/fundogfortidsminder/Lokalitet/193427/ Arkiveret 23. januar 2018 hos Wayback Machine | 54°52′25″N 9°25′51″Ø / 54.8736183064292°N 9.43086938703869°Ø | Upload foto |            |
| Kelstrup Plantage              | Tuegrav                         | Jernalder (ca. -500 til 0)                 | Nej                                            | http://www.kulturarv.dk/fundogfortidsminder/Lokalitet/193428/ Arkiveret 5. marts 2016 hos Wayback Machine   | 54°52′25″N 9°25′51″Ø / 54.87358202971°N 9.43096250335904°Ø   | Upload foto |            |
| Kelstrup Plantage              | Tuegrav                         | Jernalder (ca. -500 til 0)                 | Nej                                            | http://www.kulturarv.dk/fundogfortidsminder/Lokalitet/193429/ Arkiveret 23. januar 2018 hos Wayback Machine | 54°52′25″N 9°25′52″Ø / 54.8736806030328°N 9.43104147342364°Ø | Upload foto |            |
| Kelstrup Plantage              | Tuegrav                         | Jernalder (ca. -500 til 0)                 | Nej                                            | http://www.kulturarv.dk/fundogfortidsminder/Lokalitet/193430/ Arkiveret 22. januar 2018 hos Wayback Machine | 54°52′25″N 9°25′52″Ø / 54.8735723250573°N 9.43116498955522°Ø | Upload foto |            |
| Kelstrup Plantage              | Tuegrav                         | Jernalder (ca. -500 til 0)                 | Nej                                            | http://www.kulturarv.dk/fundogfortidsminder/Lokalitet/193431/ Arkiveret 22. januar 2018 hos Wayback Machine | 54°52′24″N 9°25′51″Ø / 54.8734296488475°N 9.43085179269119°Ø | Upload foto |            |
| Kelstrup Plantage              | Tuegrav                         | Jernalder (ca. -500 til 0)                 | Nej                                            | http://www.kulturarv.dk/fundogfortidsminder/Lokalitet/193432/ Arkiveret 5. marts 2016 hos Wayback Machine   | 54°52′24″N 9°25′52″Ø / 54.8733749575019°N 9.43106938225032°Ø | Upload foto |            |
| Kelstrup Plantage              | Tuegrav                         | Jernalder (ca. -500 til 0)                 | Nej                                            | http://www.kulturarv.dk/fundogfortidsminder/Lokalitet/193433/ Arkiveret 23. januar 2018 hos Wayback Machine | 54°52′24″N 9°25′52″Ø / 54.8733031774144°N 9.43103744948572°Ø | Upload foto |            |
| Kelstrup Plantage              | Tuegrav                         | Jernalder (ca. -500 til 0)                 | Nej                                            | http://www.kulturarv.dk/fundogfortidsminder/Lokalitet/193434/ Arkiveret 5. marts 2016 hos Wayback Machine   | 54°52′24″N 9°25′53″Ø / 54.8733289203479°N 9.43138056589367°Ø | Upload foto |            |
| Kelstrup Plantage              | Tuegrav                         | Jernalder (ca. -500 til 0)                 | Nej                                            | http://www.kulturarv.dk/fundogfortidsminder/Lokalitet/193435/ Arkiveret 23. januar 2018 hos Wayback Machine | 54°52′24″N 9°25′53″Ø / 54.8732124851561°N 9.43127023778221°Ø | Upload foto |            |
| Kelstrup Plantage              | Tuegrav                         | Jernalder (ca. -500 til 0)                 | Nej                                            | http://www.kulturarv.dk/fundogfortidsminder/Lokalitet/193436/ Arkiveret 22. januar 2018 hos Wayback Machine | 54°52′23″N 9°25′52″Ø / 54.8731320504271°N 9.4311447105821°Ø  | Upload foto |            |
| Kelstrup Plantage              | Tuegrav                         | Jernalder (ca. -500 til 0)                 | Nej                                            | http://www.kulturarv.dk/fundogfortidsminder/Lokalitet/193437/ Arkiveret 5. marts 2016 hos Wayback Machine   | 54°52′23″N 9°25′53″Ø / 54.873176042236°N 9.43141010203674°Ø  | Upload foto |            |
| Kelstrup Plantage              | Tuegrav                         | Jernalder (ca. -500 til 0)                 | Nej                                            | http://www.kulturarv.dk/fundogfortidsminder/Lokalitet/193438/ Arkiveret 23. januar 2018 hos Wayback Machine | 54°52′24″N 9°25′54″Ø / 54.8732025587433°N 9.43153505439621°Ø | Upload foto |            |
| Kelstrup Plantage              | Tuegrav                         | Jernalder (ca. -500 til 0)                 | Nej                                            | http://www.kulturarv.dk/fundogfortidsminder/Lokalitet/193439/ Arkiveret 4. marts 2016 hos Wayback Machine   | 54°52′23″N 9°25′54″Ø / 54.8731931298249°N 9.43165962313888°Ø | Upload foto |            |
| Kelstrup Plantage              | Tuegrav                         | Jernalder (ca. -500 til 0)                 | Nej                                            | http://www.kulturarv.dk/fundogfortidsminder/Lokalitet/193440/ Arkiveret 23. januar 2018 hos Wayback Machine | 54°52′23″N 9°25′52″Ø / 54.8730424082246°N 9.43108142018133°Ø | Upload foto |            |
| Kelstrup Plantage              | Tuegrav                         | Jernalder (ca. -500 til 0)                 | Nej                                            | http://www.kulturarv.dk/fundogfortidsminder/Lokalitet/193441/ Arkiveret 23. januar 2018 hos Wayback Machine | 54°52′23″N 9°25′54″Ø / 54.8731215711868°N 9.43156535725275°Ø | Upload foto |            |
| Kelstrup Plantage              | Tuegrav                         | Jernalder (ca. -500 til 0)                 | Nej                                            | http://www.kulturarv.dk/fundogfortidsminder/Lokalitet/193442/ Arkiveret 4. marts 2016 hos Wayback Machine   | 54°52′23″N 9°25′53″Ø / 54.8730142883902°N 9.4314083760359°Ø  | Upload foto |            |
| Kelstrup Plantage              | Tuegrav                         | Jernalder (ca. -500 til 0)                 | Nej                                            | http://www.kulturarv.dk/fundogfortidsminder/Lokalitet/193443/ Arkiveret 4. marts 2016 hos Wayback Machine   | 54°52′23″N 9°25′54″Ø / 54.8730313206517°N 9.43167347915836°Ø | Upload foto |            |
| Kelstrup Plantage              | Tuegrav                         | Jernalder (ca. -500 til 0)                 | Nej                                            | http://www.kulturarv.dk/fundogfortidsminder/Lokalitet/193444/ Arkiveret 23. januar 2018 hos Wayback Machine | 54°52′22″N 9°25′54″Ø / 54.8729147197487°N 9.43160989994582°Ø | Upload foto |            |
| Kelstrup Plantage              | Tuegrav                         | Jernalder (ca. -500 til 0)                 | Nej                                            | http://www.kulturarv.dk/fundogfortidsminder/Lokalitet/193445/ Arkiveret 5. marts 2016 hos Wayback Machine   | 54°52′23″N 9°25′55″Ø / 54.8729769046181°N 9.43181315046414°Ø | Upload foto |            |
| Kelstrup Plantage              | Tuegrav                         | Jernalder (ca. -500 til 0)                 | Nej                                            | http://www.kulturarv.dk/fundogfortidsminder/Lokalitet/193446/ Arkiveret 6. marts 2016 hos Wayback Machine   | 54°52′25″N 9°25′52″Ø / 54.8737070646436°N 9.43118201038575°Ø | Upload foto |            |
| Kelstrup Plantage              | Tuegrav                         | Jernalder (ca. -500 til 0)                 | Nej                                            | http://www.kulturarv.dk/fundogfortidsminder/Lokalitet/193447/ Arkiveret 23. januar 2018 hos Wayback Machine | 54°52′26″N 9°25′53″Ø / 54.8737511116639°N 9.43143182236119°Ø | Upload foto |            |
| Kelstrup Plantage              | Tuegrav                         | Jernalder (ca. -500 til 0)                 | Nej                                            | http://www.kulturarv.dk/fundogfortidsminder/Lokalitet/193448/ Arkiveret 23. januar 2018 hos Wayback Machine | 54°52′26″N 9°25′54″Ø / 54.8737506691735°N 9.43155648874241°Ø | Upload foto |            |
| Kelstrup Plantage              | Tuegrav                         | Jernalder (ca. -500 til 0)                 | Nej                                            | http://www.kulturarv.dk/fundogfortidsminder/Lokalitet/193449/ Arkiveret 5. marts 2016 hos Wayback Machine   | 54°52′25″N 9°25′53″Ø / 54.8736256902094°N 9.43132139707335°Ø | Upload foto |            |
| Kelstrup Plantage              | Tuegrav                         | Jernalder (ca. -500 til 0)                 | Nej                                            | http://www.kulturarv.dk/fundogfortidsminder/Lokalitet/193450/ Arkiveret 4. marts 2016 hos Wayback Machine   | 54°52′25″N 9°25′53″Ø / 54.8736792763796°N 9.43141547192348°Ø | Upload foto |            |
| Kelstrup Plantage              | Tuegrav                         | Jernalder (ca. -500 til 0)                 | Nej                                            | http://www.kulturarv.dk/fundogfortidsminder/Lokalitet/193451/ Arkiveret 5. marts 2016 hos Wayback Machine   | 54°52′25″N 9°25′54″Ø / 54.8736965299418°N 9.43161824630639°Ø | Upload foto |            |
| Kelstrup Plantage              | Tuegrav                         | Jernalder (ca. -500 til 0)                 | Nej                                            | http://www.kulturarv.dk/fundogfortidsminder/Lokalitet/193452/ Arkiveret 5. marts 2016 hos Wayback Machine   | 54°52′25″N 9°25′53″Ø / 54.8736250265964°N 9.43150839606631°Ø | Upload foto |            |
| Kelstrup Plantage              | Rundhøj                         | Jernalder (ca. -500 til 0)                 | Nej                                            | http://www.kulturarv.dk/fundogfortidsminder/Lokalitet/193453/ Arkiveret 5. marts 2016 hos Wayback Machine   | 54°52′24″N 9°25′53″Ø / 54.8734546182879°N 9.43141307463274°Ø | Upload foto |            |
| Kelstrup Plantage              | Tuegrav                         | Jernalder (ca. -500 til 0)                 | Nej                                            | http://www.kulturarv.dk/fundogfortidsminder/Lokalitet/193454/ Arkiveret 6. marts 2016 hos Wayback Machine   | 54°52′24″N 9°25′54″Ø / 54.8733552709372°N 9.43155226814218°Ø | Upload foto |            |
| Kelstrup Plantage              | Tuegrav                         | Jernalder (ca. -500 til 0)                 | Nej                                            | http://www.kulturarv.dk/fundogfortidsminder/Lokalitet/193455/ Arkiveret 5. marts 2016 hos Wayback Machine   | 54°52′24″N 9°25′55″Ø / 54.8733989850635°N 9.43189557730951°Ø | Upload foto |            |
| Kelstrup Plantage              | Tuegrav                         | Jernalder (ca. -500 til 0)                 | Nej                                            | http://www.kulturarv.dk/fundogfortidsminder/Lokalitet/193456/ Arkiveret 23. januar 2018 hos Wayback Machine | 54°52′24″N 9°25′54″Ø / 54.8733277033406°N 9.43172339485522°Ø | Upload foto |            |
| Kelstrup Plantage              | Tuegrav                         | Jernalder (ca. -500 til 0)                 | Nej                                            | http://www.kulturarv.dk/fundogfortidsminder/Lokalitet/193457/ Arkiveret 4. marts 2016 hos Wayback Machine   | 54°52′24″N 9°25′55″Ø / 54.8733272051954°N 9.43186364305948°Ø | Upload foto |            |
| Kelstrup Plantage              | Tuegrav                         | Jernalder (ca. -500 til 0)                 | Nej                                            | http://www.kulturarv.dk/fundogfortidsminder/Lokalitet/193458/ Arkiveret 23. januar 2018 hos Wayback Machine | 54°52′24″N 9°25′55″Ø / 54.8732015627267°N 9.43181554993875°Ø | Upload foto |            |
| Kelstrup Plantage              | Tuegrav                         | Jernalder (ca. -500 til 0)                 | Nej                                            | http://www.kulturarv.dk/fundogfortidsminder/Lokalitet/193459/ Arkiveret 5. marts 2016 hos Wayback Machine   | 54°52′23″N 9°25′55″Ø / 54.8731742716053°N 9.43190876044816°Ø | Upload foto |            |
| Kelstrup Plantage              | Tuegrav                         | Jernalder (ca. -500 til 0)                 | Nej                                            | http://www.kulturarv.dk/fundogfortidsminder/Lokalitet/193460/ Arkiveret 6. marts 2016 hos Wayback Machine   | 54°52′23″N 9°25′55″Ø / 54.8731558005991°N 9.43204881605396°Ø | Upload foto |            |
| Kelstrup Plantage              | Tuegrav                         | Jernalder (ca. -500 til 0)                 | Nej                                            | http://www.kulturarv.dk/fundogfortidsminder/Lokalitet/193461/ Arkiveret 5. marts 2016 hos Wayback Machine   | 54°52′23″N 9°25′55″Ø / 54.8730842422629°N 9.43195454956754°Ø | Upload foto |            |
| Kelstrup Plantage              | Tuegrav                         | Jernalder (ca. -500 til 0)                 | Nej                                            | http://www.kulturarv.dk/fundogfortidsminder/Lokalitet/193462/ Arkiveret 5. marts 2016 hos Wayback Machine   | 54°52′23″N 9°25′56″Ø / 54.8731015503271°N 9.43214173814397°Ø | Upload foto |            |
| Kelstrup Plantage              | Tuegrav                         | Jernalder (ca. -500 til 0)                 | Nej                                            | http://www.kulturarv.dk/fundogfortidsminder/Lokalitet/193463/ Arkiveret 23. januar 2018 hos Wayback Machine | 54°52′23″N 9°25′55″Ø / 54.8730389783862°N 9.43204756765096°Ø | Upload foto |            |
| Kelstrup Plantage              | Tuegrav                         | Jernalder (ca. -500 til 0)                 | Nej                                            | http://www.kulturarv.dk/fundogfortidsminder/Lokalitet/193464/ Arkiveret 4. marts 2016 hos Wayback Machine   | 54°52′23″N 9°25′56″Ø / 54.8730474107914°N 9.43220349393453°Ø | Upload foto |            |
| Kelstrup Plantage              | Tuegrav                         | Jernalder (ca. -500 til 0)                 | Nej                                            | http://www.kulturarv.dk/fundogfortidsminder/Lokalitet/193465/ Arkiveret 23. januar 2018 hos Wayback Machine | 54°52′24″N 9°25′56″Ø / 54.8733618767159°N 9.43222243939992°Ø | Upload foto |            |
| Kelstrup Plantage              | Tuegrav                         | Jernalder (ca. -500 til 0)                 | Nej                                            | http://www.kulturarv.dk/fundogfortidsminder/Lokalitet/193466/ Arkiveret 5. marts 2016 hos Wayback Machine   | 54°52′24″N 9°25′57″Ø / 54.8733523916717°N 9.43236259161209°Ø | Upload foto |            |
| Kelstrup Plantage              | Tuegrav                         | Jernalder (ca. -500 til 0)                 | Nej                                            | http://www.kulturarv.dk/fundogfortidsminder/Lokalitet/193467/ Arkiveret 6. marts 2016 hos Wayback Machine   | 54°52′24″N 9°25′57″Ø / 54.8733161692422°N 9.43244012284699°Ø | Upload foto |            |
| Kelstrup Plantage              | Tuegrav                         | Jernalder (ca. -500 til 0)                 | Nej                                            | http://www.kulturarv.dk/fundogfortidsminder/Lokalitet/193468/ Arkiveret 5. marts 2016 hos Wayback Machine   | 54°52′24″N 9°25′57″Ø / 54.8733426292392°N 9.43258065944883°Ø | Upload foto |            |
| Kelstrup Plantage              | Tuegrav                         | Jernalder (ca. -500 til 0)                 | Nej                                            | http://www.kulturarv.dk/fundogfortidsminder/Lokalitet/193469/ Arkiveret 22. januar 2018 hos Wayback Machine | 54°52′24″N 9°25′58″Ø / 54.8734137987967°N 9.43278400980324°Ø | Upload foto |            |
| Kelstrup Plantage              | Tuegrav                         | Jernalder (ca. -500 til 0)                 | Nej                                            | http://www.kulturarv.dk/fundogfortidsminder/Lokalitet/193470/ Arkiveret 4. marts 2016 hos Wayback Machine   | 54°52′25″N 9°25′59″Ø / 54.8734848570027°N 9.43301852725692°Ø | Upload foto |            |
| Kelstrup Plantage              | Tuegrav                         | Jernalder (ca. -500 til 0)                 | Nej                                            | http://www.kulturarv.dk/fundogfortidsminder/Lokalitet/193471/ Arkiveret 4. marts 2016 hos Wayback Machine   | 54°52′24″N 9°25′58″Ø / 54.8732614195947°N 9.43267329273963°Ø | Upload foto |            |
| Kelstrup Plantage              | Tuegrav                         | Jernalder (ca. -500 til 0)                 | Nej                                            | http://www.kulturarv.dk/fundogfortidsminder/Lokalitet/193472/ Arkiveret 22. januar 2018 hos Wayback Machine | 54°52′24″N 9°25′59″Ø / 54.8733948827636°N 9.43304873109391°Ø | Upload foto |            |
| Kelstrup Plantage              | Tuegrav                         | Jernalder (ca. -500 til 0)                 | Nej                                            | http://www.kulturarv.dk/fundogfortidsminder/Lokalitet/193473/ Arkiveret 6. marts 2016 hos Wayback Machine   | 54°52′24″N 9°26′00″Ø / 54.8734659404588°N 9.43328324890064°Ø | Upload foto |            |
| Kelstrup Plantage              | Tuegrav                         | Jernalder (ca. -500 til 0)                 | Nej                                            | http://www.kulturarv.dk/fundogfortidsminder/Lokalitet/193474/ Arkiveret 6. marts 2016 hos Wayback Machine   | 54°52′24″N 9°26′00″Ø / 54.8733040755771°N 9.43331268162984°Ø | Upload foto |            |
| Kelstrup Plantage              | Tuegrav                         | Jernalder (ca. -500 til 0)                 | Nej                                            | http://www.kulturarv.dk/fundogfortidsminder/Lokalitet/193475/ Arkiveret 5. marts 2016 hos Wayback Machine   | 54°52′23″N 9°25′57″Ø / 54.873100331176°N 9.43248456514379°Ø  | Upload foto |            |
| Kelstrup Plantage              | Tuegrav                         | Jernalder (ca. -500 til 0)                 | Nej                                            | http://www.kulturarv.dk/fundogfortidsminder/Lokalitet/193476/ Arkiveret 5. marts 2016 hos Wayback Machine   | 54°52′23″N 9°25′58″Ø / 54.8731712790283°N 9.43275024639607°Ø | Upload foto |            |
| Kelstrup Plantage              | Tuegrav                         | Jernalder (ca. -500 til 0)                 | Nej                                            | http://www.kulturarv.dk/fundogfortidsminder/Lokalitet/193477/ Arkiveret 4. marts 2016 hos Wayback Machine   | 54°52′24″N 9°25′59″Ø / 54.8732152673294°N 9.43301563983916°Ø | Upload foto |            |
| Kelstrup Plantage              | Tuegrav                         | Jernalder (ca. -500 til 0)                 | Nej                                            | http://www.kulturarv.dk/fundogfortidsminder/Lokalitet/193478/ Arkiveret 4. marts 2016 hos Wayback Machine   | 54°52′23″N 9°25′58″Ø / 54.8730815267355°N 9.43271811845109°Ø | Upload foto |            |
| Kelstrup Plantage              | Tuegrav                         | Jernalder (ca. -500 til 0)                 | Nej                                            | http://www.kulturarv.dk/fundogfortidsminder/Lokalitet/193479/ Arkiveret 4. marts 2016 hos Wayback Machine   | 54°52′23″N 9°25′58″Ø / 54.8729918853554°N 9.43265482464427°Ø | Upload foto |            |
| Kelstrup Plantage              | Tuegrav                         | Jernalder (ca. -500 til 0)                 | Nej                                            | http://www.kulturarv.dk/fundogfortidsminder/Lokalitet/193480/ Arkiveret 4. marts 2016 hos Wayback Machine   | 54°52′26″N 9°25′52″Ø / 54.8737705767727°N 9.43101126490515°Ø | Upload foto |            |
| Kelstrup Plantage              | Tuegrav                         | Jernalder (ca. -500 til 0)                 | Nej                                            | http://www.kulturarv.dk/fundogfortidsminder/Lokalitet/193481/ Arkiveret 5. marts 2016 hos Wayback Machine   | 54°52′26″N 9°25′53″Ø / 54.8738141818273°N 9.43138574366887°Ø | Upload foto |            |
| Kelstrup Plantage afd. 273     | Rundhøj                         | Oldtid (ca. -250000 til 1066)              | Nej                                            | http://www.kulturarv.dk/fundogfortidsminder/Lokalitet/85309/ Arkiveret 23. januar 2018 hos Wayback Machine  | 54°52′46″N 9°25′22″Ø / 54.8795689079988°N 9.42278127110486°Ø | Upload foto |            |
| Kelstrup Plantage afd. 273     | Rundhøj                         | Oldtid (ca. -250000 til 1066)              | Nej                                            | http://www.kulturarv.dk/fundogfortidsminder/Lokalitet/85310/ Arkiveret 4. marts 2016 hos Wayback Machine    | 54°52′46″N 9°25′23″Ø / 54.8795497967767°N 9.42310837968923°Ø | Upload foto |            |
| Kelstrup Plantage Afd. 273     | Rundhøj                         | Oldtid (ca. -250000 til 1066)              | Nej                                            | http://www.kulturarv.dk/fundogfortidsminder/Lokalitet/118710/ Arkiveret 6. marts 2016 hos Wayback Machine   | 54°52′46″N 9°25′22″Ø / 54.8794336795656°N 9.42290454528007°Ø | Upload foto |            |
| Kelstrup Plantage afd. 277     | Rundhøj                         | Oldtid (ca. -250000 til 1066)              | Nej                                            | http://www.kulturarv.dk/fundogfortidsminder/Lokalitet/85311/ Arkiveret 23. januar 2018 hos Wayback Machine  | 54°52′38″N 9°25′23″Ø / 54.8771775465664°N 9.42294311095241°Ø | Upload foto |            |
| Kelstrup Plantage afd. 277     | Bautasten                       | Oldtid (ca. -250000 til 1066)              | Nej                                            | http://www.kulturarv.dk/fundogfortidsminder/Lokalitet/85311/ Arkiveret 23. januar 2018 hos Wayback Machine  | 54°52′38″N 9°25′23″Ø / 54.8771775465664°N 9.42294311095241°Ø | Upload foto |            |
| Kelstrup Plantage Afd. 278     | Langhøj                         | Stenalder (ca. -3950 til -2801)            | Nej                                            | http://www.kulturarv.dk/fundogfortidsminder/Lokalitet/118711/ Arkiveret 5. marts 2016 hos Wayback Machine   | 54°52′35″N 9°25′33″Ø / 54.876394516497°N 9.42595856170481°Ø  | Upload foto |            |
| Kelstrup Plantage afd. 283     | Rundhøj                         | Oldtid (ca. -250000 til 1066)              | Nej                                            | http://www.kulturarv.dk/fundogfortidsminder/Lokalitet/85312/ Arkiveret 6. marts 2016 hos Wayback Machine    | 54°52′51″N 9°25′43″Ø / 54.8808420877268°N 9.42874867667154°Ø | Upload foto |            |
| Kelstrup Plantage Afd. 289     | Rundhøj                         | Oldtid (ca. -250000 til 1066)              | Nej                                            | http://www.kulturarv.dk/fundogfortidsminder/Lokalitet/118712/ Arkiveret 5. marts 2016 hos Wayback Machine   | 54°52′52″N 9°25′52″Ø / 54.8811960633821°N 9.43104285984746°Ø | Upload foto |            |
| Kelstrup Plantage afd. 306     | Tuegrav                         | Jernalder (ca. -500 til 0)                 | Nej                                            | http://www.kulturarv.dk/fundogfortidsminder/Lokalitet/118687/ Arkiveret 23. januar 2018 hos Wayback Machine | 54°52′25″N 9°26′00″Ø / 54.8735470395015°N 9.43322178280205°Ø | Upload foto |            |
| Kelstrup Plantage, afd. 289    | Rundhøj                         | Oldtid (ca. -250000 til 1066)              | Nej                                            | http://www.kulturarv.dk/fundogfortidsminder/Lokalitet/124766/ Arkiveret 23. januar 2018 hos Wayback Machine | 54°52′49″N 9°25′53″Ø / 54.8801847490483°N 9.43125520742976°Ø | Upload foto |            |
| Kelstrup Plantage, Afd. 324    | Rundhøj                         | Oldtid (ca. -250000 til 1066)              | Nej                                            | http://www.kulturarv.dk/fundogfortidsminder/Lokalitet/85259/ Arkiveret 4. marts 2016 hos Wayback Machine    | 54°52′42″N 9°26′40″Ø / 54.8783595411788°N 9.44438594214582°Ø | Upload foto |            |
| Kelstrup Skov                  | Rundhøj                         | Oldtid (ca. -250000 til 1066)              | Nej                                            | http://www.kulturarv.dk/fundogfortidsminder/Lokalitet/85297/ Arkiveret 5. marts 2016 hos Wayback Machine    | 54°52′43″N 9°30′05″Ø / 54.8785332510256°N 9.50138499040464°Ø | Upload foto |            |
| Kelstrup Skov                  | Rundhøj                         | Stenalder (ca. -3950 til -2801)            | Nej                                            | http://www.kulturarv.dk/fundogfortidsminder/Lokalitet/85303/ Arkiveret 5. marts 2016 hos Wayback Machine    | 54°52′38″N 9°29′53″Ø / 54.8772346502863°N 9.49811155864069°Ø | Upload foto |            |
| Kelstrup Skov                  | Dysse                           | Stenalder (ca. -3950 til -2801)            | Nej                                            | http://www.kulturarv.dk/fundogfortidsminder/Lokalitet/85303/ Arkiveret 5. marts 2016 hos Wayback Machine    | 54°52′38″N 9°29′53″Ø / 54.8772346502863°N 9.49811155864069°Ø | Upload foto |            |
| Kelstrup Skov                  | Rundhøj                         | Oldtid (ca. -250000 til 1066)              | Nej                                            | http://www.kulturarv.dk/fundogfortidsminder/Lokalitet/191334/ Arkiveret 23. januar 2018 hos Wayback Machine | 54°52′37″N 9°29′32″Ø / 54.8770154473158°N 9.49235792020582°Ø | Upload foto |            |
| Kelstrup Skov                  | Gravrøse                        | Oldtid (ca. -1700 til 375)                 | Nej                                            | http://www.kulturarv.dk/fundogfortidsminder/Lokalitet/191341/ Arkiveret 23. januar 2018 hos Wayback Machine | 54°52′26″N 9°29′57″Ø / 54.873869130593°N 9.49920772196706°Ø  | Upload foto |            |
| Kelstrupgård                   | Rundhøj                         | Oldtid (ca. -250000 til 1066)              | Nej                                            | http://www.kulturarv.dk/fundogfortidsminder/Lokalitet/131818/ Arkiveret 22. januar 2018 hos Wayback Machine | 54°52′48″N 9°26′11″Ø / 54.8800868017518°N 9.43644031322752°Ø | Upload foto |            |
| Kelstrupgård                   | Rundhøj                         | Oldtid (ca. -250000 til 1066)              | Nej                                            | http://www.kulturarv.dk/fundogfortidsminder/Lokalitet/131819/ Arkiveret 4. marts 2016 hos Wayback Machine   | 54°52′49″N 9°26′12″Ø / 54.8801853153596°N 9.43653489518994°Ø | Upload foto |            |
| Kjelstrup Fredskov afd. 248    | Rundhøj                         | Stenalder (ca. -3950 til -2801)            | Nej                                            | http://www.kulturarv.dk/fundogfortidsminder/Lokalitet/85294/ Arkiveret 5. marts 2016 hos Wayback Machine    | 54°52′41″N 9°29′51″Ø / 54.8779741378879°N 9.49748166296379°Ø | Upload foto |            |
| Kjelstrup Fredskov afd. 248    | Dysse eller jættestue           | Stenalder (ca. -3950 til -2801)            | Nej                                            | http://www.kulturarv.dk/fundogfortidsminder/Lokalitet/85294/ Arkiveret 5. marts 2016 hos Wayback Machine    | 54°52′41″N 9°29′51″Ø / 54.8779741378879°N 9.49748166296379°Ø | Upload foto |            |
| Kliplev                        | Rundhøj                         | Stenalder (ca. -3950 til -2801)            | Nej                                            | http://www.kulturarv.dk/fundogfortidsminder/Lokalitet/85325/ Arkiveret 4. marts 2016 hos Wayback Machine    | 54°55′25″N 9°22′45″Ø / 54.9237217748782°N 9.37926351250368°Ø | Upload foto |            |
| Kliplev                        | Dysse eller jættestue           | Stenalder (ca. -3950 til -2801)            | Nej                                            | http://www.kulturarv.dk/fundogfortidsminder/Lokalitet/85325/ Arkiveret 4. marts 2016 hos Wayback Machine    | 54°55′25″N 9°22′45″Ø / 54.9237217748782°N 9.37926351250368°Ø | Upload foto |            |
| Kliplev                        | Mindesmærke                     | Nyere tid (ca. 1800 til 1899)              | Nej                                            | http://www.kulturarv.dk/fundogfortidsminder/Lokalitet/190879/ Arkiveret 4. marts 2016 hos Wayback Machine   | 54°56′27″N 9°24′04″Ø / 54.9407506753669°N 9.40122532948549°Ø | Upload foto |            |
| Knakhøj                        | Rundhøj                         | Oldtid (ca. -250000 til 1066)              | Nej                                            | http://www.kulturarv.dk/fundogfortidsminder/Lokalitet/84829/ Arkiveret 23. januar 2018 hos Wayback Machine  | 54°55′46″N 9°11′56″Ø / 54.9293692076088°N 9.19902365038686°Ø | Upload foto |            |
| Kobro                          | Bro                             | Historisk Tid (ca. 1067 til 2009)          | Nej                                            | http://www.kulturarv.dk/fundogfortidsminder/Lokalitet/124803/ Arkiveret 23. januar 2018 hos Wayback Machine | 54°58′19″N 9°08′57″Ø / 54.9719822660019°N 9.14922877632185°Ø | Upload foto |            |
| Koffelhøje                     | Langhøj                         | Stenalder (ca. -3950 til -2801)            | Nej                                            | http://www.kulturarv.dk/fundogfortidsminder/Lokalitet/129086/ Arkiveret 5. marts 2016 hos Wayback Machine   | 55°03′31″N 9°30′29″Ø / 55.0587391608775°N 9.50811072042037°Ø | Upload foto |            |
| Kollund                        | Langhøj                         | Stenalder (ca. -3950 til -2801)            | Nej                                            | http://www.kulturarv.dk/fundogfortidsminder/Lokalitet/85027/ Arkiveret 23. januar 2018 hos Wayback Machine  | 54°51′37″N 9°26′22″Ø / 54.8603662119858°N 9.43934898856973°Ø | Upload foto |            |
| Kollund                        | Dysse eller jættestue           | Stenalder (ca. -3950 til -2801)            | Nej                                            | http://www.kulturarv.dk/fundogfortidsminder/Lokalitet/85027/ Arkiveret 23. januar 2018 hos Wayback Machine  | 54°51′37″N 9°26′22″Ø / 54.8603662119858°N 9.43934898856973°Ø | Upload foto |            |
| Kollund                        | Dysse eller jættestue           | Stenalder (ca. -3950 til -2801)            | Nej                                            | http://www.kulturarv.dk/fundogfortidsminder/Lokalitet/85027/ Arkiveret 23. januar 2018 hos Wayback Machine  | 54°51′37″N 9°26′22″Ø / 54.8603662119858°N 9.43934898856973°Ø | Upload foto |            |
| Kollund Skov                   | Langhøj                         | Stenalder (ca. -3950 til -2801)            | Nej                                            | http://www.kulturarv.dk/fundogfortidsminder/Lokalitet/85012/ Arkiveret 4. marts 2016 hos Wayback Machine    | 54°50′14″N 9°25′18″Ø / 54.837360182884°N 9.42176351143489°Ø  | Upload foto |            |
| Kollund Skov                   | Dysse eller jættestue           | Stenalder (ca. -3950 til -2801)            | Nej                                            | http://www.kulturarv.dk/fundogfortidsminder/Lokalitet/85012/ Arkiveret 4. marts 2016 hos Wayback Machine    | 54°50′14″N 9°25′18″Ø / 54.837360182884°N 9.42176351143489°Ø  | Upload foto |            |
| Kollund Skov                   | Rundhøj                         | Stenalder (ca. -3950 til -2801)            | Nej                                            | http://www.kulturarv.dk/fundogfortidsminder/Lokalitet/85013/ Arkiveret 5. marts 2016 hos Wayback Machine    | 54°50′17″N 9°25′15″Ø / 54.8379851769237°N 9.42085212831715°Ø | Upload foto |            |
| Kollund Skov                   | Dysse eller jættestue           | Stenalder (ca. -3950 til -2801)            | Nej                                            | http://www.kulturarv.dk/fundogfortidsminder/Lokalitet/85013/ Arkiveret 5. marts 2016 hos Wayback Machine    | 54°50′17″N 9°25′15″Ø / 54.8379851769237°N 9.42085212831715°Ø | Upload foto |            |
| Kollund Østerskov              | Langhøj                         | Stenalder (ca. -3950 til -2801)            | Nej                                            | http://www.kulturarv.dk/fundogfortidsminder/Lokalitet/85032/ Arkiveret 4. marts 2016 hos Wayback Machine    | 54°51′21″N 9°28′52″Ø / 54.8558968102785°N 9.48110345766427°Ø | Upload foto |            |
| Kollund Østerskov              | Dysse eller jættestue           | Stenalder (ca. -3950 til -2801)            | Nej                                            | http://www.kulturarv.dk/fundogfortidsminder/Lokalitet/85032/ Arkiveret 4. marts 2016 hos Wayback Machine    | 54°51′21″N 9°28′52″Ø / 54.8558968102785°N 9.48110345766427°Ø | Upload foto |            |
| Kollund Østerskov              | Dysse eller jættestue           | Stenalder (ca. -3950 til -2801)            | Nej                                            | http://www.kulturarv.dk/fundogfortidsminder/Lokalitet/85032/ Arkiveret 4. marts 2016 hos Wayback Machine    | 54°51′21″N 9°28′52″Ø / 54.8558968102785°N 9.48110345766427°Ø | Upload foto |            |
| Kolstrupgård                   | Anlæg afventer klassifikation   | Udateret (ca. -250000 til 2009)            | Nej                                            | http://www.kulturarv.dk/fundogfortidsminder/Lokalitet/191051/ Arkiveret 4. marts 2016 hos Wayback Machine   | 55°02′46″N 9°24′24″Ø / 55.0462246347715°N 9.40662917768443°Ø | Upload foto |            |
| Kolstrupgård                   | Anlæg afventer klassifikation   | Udateret (ca. -250000 til 2009)            | Nej                                            | http://www.kulturarv.dk/fundogfortidsminder/Lokalitet/191052/ Arkiveret 6. marts 2016 hos Wayback Machine   | 55°02′46″N 9°24′25″Ø / 55.0462235374351°N 9.40695783228379°Ø | Upload foto |            |
| Kolstrupgård                   | Anlæg afventer klassifikation   | Udateret (ca. -250000 til 2009)            | Nej                                            | http://www.kulturarv.dk/fundogfortidsminder/Lokalitet/191053/ Arkiveret 5. marts 2016 hos Wayback Machine   | 55°02′46″N 9°24′26″Ø / 55.0462134531425°N 9.40728639572564°Ø | Upload foto |            |
| Kolstrupgård                   | Anlæg afventer klassifikation   | Udateret (ca. -250000 til 2009)            | Nej                                            | http://www.kulturarv.dk/fundogfortidsminder/Lokalitet/191054/ Arkiveret 6. marts 2016 hos Wayback Machine   | 55°02′46″N 9°24′30″Ø / 55.0461294358603°N 9.40822458636346°Ø | Upload foto |            |
| Kolstrupgård                   | Anlæg afventer klassifikation   | Udateret (ca. -250000 til 2009)            | Nej                                            | http://www.kulturarv.dk/fundogfortidsminder/Lokalitet/191055/ Arkiveret 22. januar 2018 hos Wayback Machine | 55°02′46″N 9°24′31″Ø / 55.0461190857279°N 9.40863139957275°Ø | Upload foto |            |
| Kong Arns Høj                  | Rundhøj                         | Oldtid (ca. -250000 til 1066)              | Nej                                            | http://www.kulturarv.dk/fundogfortidsminder/Lokalitet/85629/ Arkiveret 23. januar 2018 hos Wayback Machine  | 55°02′30″N 9°18′00″Ø / 55.0416275021443°N 9.29991957479723°Ø | Upload foto |            |
| Kongehøj                       | Rundhøj                         | Oldtid (ca. -250000 til 1066)              | Nej                                            | http://www.kulturarv.dk/fundogfortidsminder/Lokalitet/86017/ Arkiveret 5. marts 2016 hos Wayback Machine    | 55°02′10″N 9°23′01″Ø / 55.0359918546846°N 9.38355031673619°Ø | Upload foto |            |
| Kongehøj                       | Mindesmærke                     | Nyere tid (ca. 1850 til 1920)              | Nej                                            | http://www.kulturarv.dk/fundogfortidsminder/Lokalitet/86017/ Arkiveret 5. marts 2016 hos Wayback Machine    | 55°02′10″N 9°23′01″Ø / 55.0359918546846°N 9.38355031673619°Ø | Upload foto |            |
| Kongens Høj                    | Rundhøj                         | Oldtid (ca. -250000 til 1066)              | Nej                                            | http://www.kulturarv.dk/fundogfortidsminder/Lokalitet/85904/ Arkiveret 23. januar 2018 hos Wayback Machine  | 55°02′35″N 9°19′48″Ø / 55.0431766240455°N 9.32986864310765°Ø | Upload foto |            |
| Kravlund Høj                   | Rundhøj                         | Oldtid (ca. -3950 til -501)                | Nej                                            | http://www.kulturarv.dk/fundogfortidsminder/Lokalitet/84828/ Arkiveret 23. januar 2018 hos Wayback Machine  | 54°55′31″N 9°12′43″Ø / 54.9253844979817°N 9.21186145687803°Ø | Upload foto |            |
| Kæmpekiste                     | Langhøj                         | Stenalder (ca. -3950 til -2801)            | Nej                                            | http://www.kulturarv.dk/fundogfortidsminder/Lokalitet/86349/ Arkiveret 22. januar 2018 hos Wayback Machine  | 55°08′32″N 9°24′16″Ø / 55.1421710621462°N 9.40430796908355°Ø | Upload foto |            |
| Kæmpekiste                     | Dysse eller jættestue           | Stenalder (ca. -3950 til -2801)            | Nej                                            | http://www.kulturarv.dk/fundogfortidsminder/Lokalitet/86349/ Arkiveret 22. januar 2018 hos Wayback Machine  | 55°08′32″N 9°24′16″Ø / 55.1421710621462°N 9.40430796908355°Ø | Upload foto |            |
| Langbjerg skov afd.247, Åbenrå | Rundhøj                         | Oldtid (ca. -250000 til 1066)              | Nej                                            | http://www.kulturarv.dk/fundogfortidsminder/Lokalitet/85990/ Arkiveret 5. marts 2016 hos Wayback Machine    | 55°02′58″N 9°23′16″Ø / 55.049461255941°N 9.38782315848266°Ø  | Upload foto |            |
| Langbjerg skov afd.247, Åbenrå | Rundhøj                         | Oldtid (ca. -250000 til 1066)              | Nej                                            | http://www.kulturarv.dk/fundogfortidsminder/Lokalitet/85997/ Arkiveret 4. marts 2016 hos Wayback Machine    | 55°02′57″N 9°23′17″Ø / 55.0490981144155°N 9.38800125502955°Ø | Upload foto |            |
| Langbjerg skov afd.247, Åbenrå | Rundhøj                         | Oldtid (ca. -250000 til 1066)              | Nej                                            | http://www.kulturarv.dk/fundogfortidsminder/Lokalitet/85998/ Arkiveret 4. marts 2016 hos Wayback Machine    | 55°02′57″N 9°23′15″Ø / 55.0490545289795°N 9.38757823421341°Ø | Upload foto |            |
| Langbjerg skov afd.247, Åbenrå | Rundhøj                         | Oldtid (ca. -250000 til 1066)              | Nej                                            | http://www.kulturarv.dk/fundogfortidsminder/Lokalitet/85999/ Arkiveret 22. januar 2018 hos Wayback Machine  | 55°02′57″N 9°23′15″Ø / 55.0492436350724°N 9.38745484414803°Ø | Upload foto |            |
| Langbjerg skov afd.247, Åbenrå | Rundhøj                         | Oldtid (ca. -250000 til 1066)              | Nej                                            | http://www.kulturarv.dk/fundogfortidsminder/Lokalitet/86000/ Arkiveret 23. januar 2018 hos Wayback Machine  | 55°02′58″N 9°23′15″Ø / 55.0495042813968°N 9.38744170710042°Ø | Upload foto |            |
| Langbjerg skov afd.247, Åbenrå | Rundhøj                         | Oldtid (ca. -250000 til 1066)              | Nej                                            | http://www.kulturarv.dk/fundogfortidsminder/Lokalitet/86002/ Arkiveret 4. marts 2016 hos Wayback Machine    | 55°02′58″N 9°23′17″Ø / 55.0493314037465°N 9.38811307282725°Ø | Upload foto |            |
| Langbjerg skov afd.247, Åbenrå | Rundhøj                         | Oldtid (ca. -250000 til 1066)              | Nej                                            | http://www.kulturarv.dk/fundogfortidsminder/Lokalitet/86003/ Arkiveret 5. marts 2016 hos Wayback Machine    | 55°02′59″N 9°23′18″Ø / 55.0496365322131°N 9.38820200822264°Ø | Upload foto |            |
| Langbjerg skov afd.247, Åbenrå | Rundhøj                         | Oldtid (ca. -250000 til 1066)              | Nej                                            | http://www.kulturarv.dk/fundogfortidsminder/Lokalitet/86004/ Arkiveret 5. marts 2016 hos Wayback Machine    | 55°03′00″N 9°23′17″Ø / 55.0500413046104°N 9.38811993440243°Ø | Upload foto |            |
| Langbjerg skov afd.250, Åbenrå | Rundhøj                         | Oldtid (ca. -250000 til 1066)              | Nej                                            | http://www.kulturarv.dk/fundogfortidsminder/Lokalitet/85996/ Arkiveret 5. marts 2016 hos Wayback Machine    | 55°02′54″N 9°23′12″Ø / 55.0483202061877°N 9.38677291757498°Ø | Upload foto |            |
| Langelund                      | Vildtbaneafmærkning             | Nyere tid (ca. 1661 til 2009)              | Nej                                            | http://www.kulturarv.dk/fundogfortidsminder/Lokalitet/190403/ Arkiveret 22. januar 2018 hos Wayback Machine | 55°05′38″N 9°09′24″Ø / 55.0938498558378°N 9.15657446408945°Ø | Upload foto |            |
| Lerskov plantage               | Batteri                         | Nyere tid (ca. 1914 til 1918)              | Nej                                            | http://www.kulturarv.dk/fundogfortidsminder/Lokalitet/196902/ Arkiveret 23. januar 2018 hos Wayback Machine | 55°06′00″N 9°24′16″Ø / 55.0998801246006°N 9.40450909604924°Ø | Upload foto |            |
| Loffeshøj                      | Rundhøj                         | Oldtid (ca. -250000 til 1066)              | Nej                                            | http://www.kulturarv.dk/fundogfortidsminder/Lokalitet/86186/ Arkiveret 4. marts 2016 hos Wayback Machine    | 55°08′58″N 9°17′56″Ø / 55.1494862730625°N 9.29891690327897°Ø | Upload foto |            |
| Lund                           | Rundhøj                         | Oldtid (ca. -250000 til 1066)              | Nej                                            | http://www.kulturarv.dk/fundogfortidsminder/Lokalitet/84699/ Arkiveret 5. marts 2016 hos Wayback Machine    | 54°57′17″N 9°03′05″Ø / 54.9547728255561°N 9.05146180565157°Ø | Upload foto |            |
| Lunderup                       | Rundhøj                         | Oldtid (ca. -250000 til 1066)              | Lokal                                          | http://www.kulturarv.dk/fundogfortidsminder/Lokalitet/85971/ Arkiveret 5. marts 2016 hos Wayback Machine    | 55°03′57″N 9°19′17″Ø / 55.0658708345865°N 9.32147572958081°Ø | Upload foto |            |
| Løjt                           | Rundhøj                         | Oldtid (ca. -3950 til -501)                | Nej                                            | http://www.kulturarv.dk/fundogfortidsminder/Lokalitet/85829/ Arkiveret 23. januar 2018 hos Wayback Machine  | 55°03′55″N 9°31′25″Ø / 55.0651612302573°N 9.52372498942064°Ø | Upload foto |            |
| Løjt Kirkeby                   | Rundhøj                         | Stenalder (ca. -3950 til -2801)            | Nej                                            | http://www.kulturarv.dk/fundogfortidsminder/Lokalitet/85695/ Arkiveret 23. januar 2018 hos Wayback Machine  | 55°06′44″N 9°27′43″Ø / 55.1121501333826°N 9.46197477034701°Ø | Upload foto |            |
| Løjt Kirkeby                   | Dysse eller jættestue           | Stenalder (ca. -3950 til -2801)            | Nej                                            | http://www.kulturarv.dk/fundogfortidsminder/Lokalitet/85695/ Arkiveret 23. januar 2018 hos Wayback Machine  | 55°06′44″N 9°27′43″Ø / 55.1121501333826°N 9.46197477034701°Ø | Upload foto |            |
| Løjt Nørreskov                 | Rundhøj                         | Stenalder (ca. -3950 til -2801)            | Nej                                            | http://www.kulturarv.dk/fundogfortidsminder/Lokalitet/85693/ Arkiveret 5. marts 2016 hos Wayback Machine    | 55°06′51″N 9°29′26″Ø / 55.1142477499608°N 9.49058190393007°Ø | Upload foto |            |
| Løjt Nørreskov                 | Dysse eller jættestue           | Stenalder (ca. -3950 til -2801)            | Nej                                            | http://www.kulturarv.dk/fundogfortidsminder/Lokalitet/85693/ Arkiveret 5. marts 2016 hos Wayback Machine    | 55°06′51″N 9°29′26″Ø / 55.1142477499608°N 9.49058190393007°Ø | Upload foto |            |
| Løjt Nørreskov                 | Langhøj                         | Stenalder (ca. -3950 til -2801)            | Nej                                            | http://www.kulturarv.dk/fundogfortidsminder/Lokalitet/85703/ Arkiveret 5. marts 2016 hos Wayback Machine    | 55°06′55″N 9°29′16″Ø / 55.1152434700908°N 9.48784342644524°Ø | Upload foto |            |
| Løjt Nørreskov                 | Dysse eller jættestue           | Stenalder (ca. -3950 til -2801)            | Nej                                            | http://www.kulturarv.dk/fundogfortidsminder/Lokalitet/85703/ Arkiveret 5. marts 2016 hos Wayback Machine    | 55°06′55″N 9°29′16″Ø / 55.1152434700908°N 9.48784342644524°Ø | Upload foto |            |
| Løjt Nørreskov                 | Dysse eller jættestue           | Stenalder (ca. -3950 til -2801)            | Nej                                            | http://www.kulturarv.dk/fundogfortidsminder/Lokalitet/85703/ Arkiveret 5. marts 2016 hos Wayback Machine    | 55°06′55″N 9°29′16″Ø / 55.1152434700908°N 9.48784342644524°Ø | Upload foto |            |
| Løjt Nørreskov                 | Dysse eller jættestue           | Stenalder (ca. -3950 til -2801)            | Nej                                            | http://www.kulturarv.dk/fundogfortidsminder/Lokalitet/85703/ Arkiveret 5. marts 2016 hos Wayback Machine    | 55°06′55″N 9°29′16″Ø / 55.1152434700908°N 9.48784342644524°Ø | Upload foto |            |
| Løjt Skovby                    | Langhøj                         | Stenalder (ca. -3950 til -2801)            | Nej                                            | http://www.kulturarv.dk/fundogfortidsminder/Lokalitet/85849/ Arkiveret 4. marts 2016 hos Wayback Machine    | 55°03′14″N 9°30′15″Ø / 55.053821817715°N 9.50421330028314°Ø  | Upload foto |            |
| Løjt Skovby                    | Dysse eller jættestue           | Stenalder (ca. -3950 til -2801)            | Nej                                            | http://www.kulturarv.dk/fundogfortidsminder/Lokalitet/85849/ Arkiveret 4. marts 2016 hos Wayback Machine    | 55°03′14″N 9°30′15″Ø / 55.053821817715°N 9.50421330028314°Ø  | Upload foto |            |
| Løjt Skovby                    | Grube (uspecificeret funktion)  | Oldtid (ca. -1700 til 375)                 | Nej                                            | http://www.kulturarv.dk/fundogfortidsminder/Lokalitet/85849/ Arkiveret 4. marts 2016 hos Wayback Machine    | 55°03′14″N 9°30′15″Ø / 55.053821817715°N 9.50421330028314°Ø  | Upload foto |            |
| Milkjær Skov                   | Rundhøj                         | Oldtid (ca. -250000 til 1066)              | Nej                                            | http://www.kulturarv.dk/fundogfortidsminder/Lokalitet/85814/ Arkiveret 22. januar 2018 hos Wayback Machine  | 55°03′26″N 9°30′30″Ø / 55.0571202580207°N 9.50843463782542°Ø | Upload foto |            |
| Milkjær Skov                   | Rundhøj                         | Oldtid (ca. -250000 til 1066)              | Nej                                            | http://www.kulturarv.dk/fundogfortidsminder/Lokalitet/85821/ Arkiveret 23. januar 2018 hos Wayback Machine  | 55°03′30″N 9°30′32″Ø / 55.0582774161912°N 9.50893461753913°Ø | Upload foto |            |
| Milkjær Skov                   | Rundhøj                         | Oldtid (ca. -250000 til 1066)              | Nej                                            | http://www.kulturarv.dk/fundogfortidsminder/Lokalitet/85822/ Arkiveret 22. januar 2018 hos Wayback Machine  | 55°03′29″N 9°30′32″Ø / 55.0579176523444°N 9.50900833260917°Ø | Upload foto |            |
| Milkjær Skov                   | Rundhøj                         | Oldtid (ca. -250000 til 1066)              | Nej                                            | http://www.kulturarv.dk/fundogfortidsminder/Lokalitet/85823/ Arkiveret 5. marts 2016 hos Wayback Machine    | 55°03′28″N 9°30′32″Ø / 55.0576847375667°N 9.5088331706206°Ø  | Upload foto |            |
| Milkjær Skov                   | Rundhøj                         | Oldtid (ca. -250000 til 1066)              | Nej                                            | http://www.kulturarv.dk/fundogfortidsminder/Lokalitet/85824/ Arkiveret 23. januar 2018 hos Wayback Machine  | 55°03′27″N 9°30′32″Ø / 55.0575321076106°N 9.50879992521127°Ø | Upload foto |            |
| Milkjær Skov                   | Rundhøj                         | Stenalder (ca. -3950 til -2801)            | Nej                                            | http://www.kulturarv.dk/fundogfortidsminder/Lokalitet/85826/ Arkiveret 5. marts 2016 hos Wayback Machine    | 55°03′26″N 9°30′28″Ø / 55.0571139485376°N 9.50779270010529°Ø | Upload foto |            |
| Milkjær Skov                   | Dysse eller jættestue           | Stenalder (ca. -3950 til -2801)            | Nej                                            | http://www.kulturarv.dk/fundogfortidsminder/Lokalitet/85826/ Arkiveret 5. marts 2016 hos Wayback Machine    | 55°03′26″N 9°30′28″Ø / 55.0571139485376°N 9.50779270010529°Ø | Upload foto |            |
| Milkjær Skov                   | Rundhøj                         | Oldtid (ca. -3950 til -501)                | Nej                                            | http://www.kulturarv.dk/fundogfortidsminder/Lokalitet/85827/ Arkiveret 5. marts 2016 hos Wayback Machine    | 55°03′27″N 9°30′28″Ø / 55.0574821104974°N 9.50785997870111°Ø | Upload foto |            |
| Milkær Skov                    | Rundhøj                         | Oldtid (ca. -250000 til 1066)              | Nej                                            | http://www.kulturarv.dk/fundogfortidsminder/Lokalitet/193266/ Arkiveret 5. marts 2016 hos Wayback Machine   | 55°03′30″N 9°30′32″Ø / 55.0583043739578°N 9.50893495937058°Ø | Upload foto |            |
| Mjøls                          | Rundhøj                         | Oldtid (ca. -250000 til 1066)              | Nej                                            | http://www.kulturarv.dk/fundogfortidsminder/Lokalitet/85913/ Arkiveret 5. marts 2016 hos Wayback Machine    | 55°03′42″N 9°19′02″Ø / 55.0615512686803°N 9.31725935209045°Ø | Upload foto |            |
| Mjøls                          | Rundhøj                         | Oldtid (ca. -3950 til -501)                | Nej                                            | http://www.kulturarv.dk/fundogfortidsminder/Lokalitet/85933/ Arkiveret 5. marts 2016 hos Wayback Machine    | 55°03′31″N 9°17′38″Ø / 55.0587459170084°N 9.29379409166311°Ø | Upload foto |            |
| Mjøls                          | Rundhøj                         | Oldtid (ca. -250000 til 1066)              | Nej                                            | http://www.kulturarv.dk/fundogfortidsminder/Lokalitet/85949/ Arkiveret 23. januar 2018 hos Wayback Machine  | 55°04′51″N 9°16′55″Ø / 55.0809447761345°N 9.2820825295765°Ø  | Upload foto |            |
| Myrpold                        | Rundhøj                         | Stenalder (ca. -3950 til -2801)            | Nej                                            | http://www.kulturarv.dk/fundogfortidsminder/Lokalitet/85747/ Arkiveret 4. marts 2016 hos Wayback Machine    | 55°03′05″N 9°29′51″Ø / 55.051270646392°N 9.49741925693686°Ø  | Upload foto |            |
| Myrpold                        | Dysse eller jættestue           | Stenalder (ca. -3950 til -2801)            | Nej                                            | http://www.kulturarv.dk/fundogfortidsminder/Lokalitet/85747/ Arkiveret 4. marts 2016 hos Wayback Machine    | 55°03′05″N 9°29′51″Ø / 55.051270646392°N 9.49741925693686°Ø  | Upload foto |            |
| Mødested Bro                   | Bro                             | Nyere tid (ca. 1661 til 2011)              | Nej                                            | http://www.kulturarv.dk/fundogfortidsminder/Lokalitet/200145/ Arkiveret 5. marts 2016 hos Wayback Machine   | 54°56′16″N 9°26′18″Ø / 54.9376749406295°N 9.43837445892429°Ø | Upload foto |            |
| Mølhøj                         | Rundhøj                         | Oldtid (ca. -250000 til 1066)              | Nej                                            | http://www.kulturarv.dk/fundogfortidsminder/Lokalitet/84761/ Arkiveret 4. marts 2016 hos Wayback Machine    | 55°02′51″N 9°07′10″Ø / 55.0473746963303°N 9.11953667692567°Ø | Upload foto |            |
| Mølhøj                         | Rundhøj                         | Oldtid (ca. -3950 til -501)                | Nej                                            | http://www.kulturarv.dk/fundogfortidsminder/Lokalitet/85655/ Arkiveret 4. marts 2016 hos Wayback Machine    | 55°02′02″N 9°18′42″Ø / 55.0338787161309°N 9.31167437750799°Ø | Upload foto |            |
| Nørby                          | Langhøj                         | Stenalder (ca. -3950 til -2801)            | Nej                                            | http://www.kulturarv.dk/fundogfortidsminder/Lokalitet/85694/ Arkiveret 23. januar 2018 hos Wayback Machine  | 55°06′22″N 9°27′08″Ø / 55.1062437241816°N 9.45212156942711°Ø | Upload foto |            |
| Nørby                          | Dysse eller jættestue           | Stenalder (ca. -3950 til -2801)            | Nej                                            | http://www.kulturarv.dk/fundogfortidsminder/Lokalitet/85694/ Arkiveret 23. januar 2018 hos Wayback Machine  | 55°06′22″N 9°27′08″Ø / 55.1062437241816°N 9.45212156942711°Ø | Upload foto |            |
| Nørby                          | Dysse                           | Stenalder (ca. -3950 til -2801)            | Nej                                            | http://www.kulturarv.dk/fundogfortidsminder/Lokalitet/85694/ Arkiveret 23. januar 2018 hos Wayback Machine  | 55°06′22″N 9°27′08″Ø / 55.1062437241816°N 9.45212156942711°Ø | Upload foto |            |
| Nørre Jarup                    | Rundhøj                         | Oldtid (ca. -3950 til -501)                | Nej                                            | http://www.kulturarv.dk/fundogfortidsminder/Lokalitet/86196/ Arkiveret 23. januar 2018 hos Wayback Machine  | 55°08′49″N 9°18′28″Ø / 55.1469361724742°N 9.3077532665999°Ø  | Upload foto |            |
| Nørre Jarup                    | Rundhøj                         | Oldtid (ca. -250000 til 1066)              | Nej                                            | http://www.kulturarv.dk/fundogfortidsminder/Lokalitet/86204/ Arkiveret 22. januar 2018 hos Wayback Machine  | 55°08′46″N 9°18′18″Ø / 55.146223629961°N 9.30508640547227°Ø  | Upload foto |            |
| Nørre Jarup                    | Rundhøj                         | Oldtid (ca. -250000 til 1066)              | Nej                                            | http://www.kulturarv.dk/fundogfortidsminder/Lokalitet/86205/ Arkiveret 5. marts 2016 hos Wayback Machine    | 55°08′46″N 9°18′18″Ø / 55.1460265065374°N 9.30500064736268°Ø | Upload foto |            |
| Nørre Hastrup                  | Rundhøj                         | Oldtid (ca. -250000 til 1066)              | Nej                                            | http://www.kulturarv.dk/fundogfortidsminder/Lokalitet/86067/ Arkiveret 6. marts 2016 hos Wayback Machine    | 55°05′36″N 9°14′49″Ø / 55.0932422072259°N 9.24706323925916°Ø | Upload foto |            |
| Nørre Hastrup                  | Rundhøj                         | Oldtid (ca. -250000 til 1066)              | Nej                                            | http://www.kulturarv.dk/fundogfortidsminder/Lokalitet/86075/ Arkiveret 23. januar 2018 hos Wayback Machine  | 55°05′40″N 9°15′06″Ø / 55.0943399644373°N 9.25165558435321°Ø | Upload foto |            |
| Nørre Hastrup                  | Rundhøj                         | Oldtid (ca. -250000 til 1066)              | Nej                                            | http://www.kulturarv.dk/fundogfortidsminder/Lokalitet/86076/ Arkiveret 5. marts 2016 hos Wayback Machine    | 55°05′35″N 9°14′57″Ø / 55.0931872117714°N 9.24907960942986°Ø | Upload foto |            |
| Nørre Hastrup                  | Rundhøj                         | Oldtid (ca. -250000 til 1066)              | Nej                                            | http://www.kulturarv.dk/fundogfortidsminder/Lokalitet/86085/ Arkiveret 6. marts 2016 hos Wayback Machine    | 55°06′06″N 9°16′43″Ø / 55.1017555669194°N 9.27867493742452°Ø | Upload foto |            |
| Nørre Jarup                    | Rundhøj                         | Oldtid (ca. -250000 til 1066)              | Nej                                            | http://www.kulturarv.dk/fundogfortidsminder/Lokalitet/86187/ Arkiveret 5. marts 2016 hos Wayback Machine    | 55°09′02″N 9°18′01″Ø / 55.1506107444634°N 9.30018754174827°Ø | Upload foto |            |
| Nørre Jarup                    | Rundhøj                         | Oldtid (ca. -250000 til 1066)              | Nej                                            | http://www.kulturarv.dk/fundogfortidsminder/Lokalitet/86188/ Arkiveret 23. januar 2018 hos Wayback Machine  | 55°09′06″N 9°18′13″Ø / 55.1516776666497°N 9.30371096572013°Ø | Upload foto |            |
| Nørre Jarup                    | Rundhøj                         | Oldtid (ca. -250000 til 1066)              | Nej                                            | http://www.kulturarv.dk/fundogfortidsminder/Lokalitet/86189/ Arkiveret 22. januar 2018 hos Wayback Machine  | 55°08′59″N 9°18′18″Ø / 55.1498459119891°N 9.30488846519441°Ø | Upload foto |            |
| Nørre Jarup                    | Rundhøj                         | Oldtid (ca. -250000 til 1066)              | Nej                                            | http://www.kulturarv.dk/fundogfortidsminder/Lokalitet/86203/ Arkiveret 5. marts 2016 hos Wayback Machine    | 55°08′40″N 9°18′11″Ø / 55.1445662768486°N 9.3031850930072°Ø  | Upload foto |            |
| Nørre Ønlev                    | Rundhøj                         | Oldtid (ca. -250000 til 1066)              | Nej                                            | http://www.kulturarv.dk/fundogfortidsminder/Lokalitet/85919/ Arkiveret 23. januar 2018 hos Wayback Machine  | 55°02′50″N 9°18′36″Ø / 55.0473444804309°N 9.3100259356941°Ø  | Upload foto |            |
| Oksesøerne                     | Borg/Voldsted                   | Middelalder (ca. 1067 til 1535)            | Nej                                            | 118801 | 55°03′50″N 9°29′47″Ø / 55.06399°N 9.49634°Ø                  | Upload foto |            |
| Oksesøerne                     | Voldgrav                        | Historisk Tid (ca. 1067 til 2009)          | Nej                                            | 118801 | 55°03′50″N 9°29′47″Ø / 55.06399°N 9.49634°Ø                  | Upload foto |            |
| Olgerdiget                     | Forsvarsvold                    | Jernalder (ca. 1 til 374)                  | Nej                                            | 118740 | 54°58′12″N 9°19′41″Ø / 54.97010°N 9.32796°Ø                  | Upload foto |            |
| Olmerdiget                     | Forsvarsvold                    | Jernalder (ca. 1 til 374)                  | Nej                                            | 118739 | 54°56′34″N 9°16′51″Ø / 54.94266°N 9.28078°Ø                  | Upload foto |            |
| Olmerdiget                     | Voldgrav                        | Historisk Tid (ca. 1067 til 2009)          | Nej                                            | 118739 | 54°56′34″N 9°16′51″Ø / 54.94266°N 9.28078°Ø                  | Upload foto |            |
| Povls Bro                      | Bro                             | Nyere tid (ca. 1661 til 2009)              | Nej                                            | 120916 | 54°57′07″N 9°21′17″Ø / 54.95207°N 9.35459°Ø                  | Upload foto |            |
| Povls Bro                      | Vejdæmning                      | Nyere tid (ca. 1661 til 2009)              | Nej                                            | 120916 | 54°57′07″N 9°21′17″Ø / 54.95207°N 9.35459°Ø                  | Upload foto |            |
| Præsteskoven                   | Langhøj                         | Stenalder (ca. -3950 til -2801)            | Nej                                            | 85815 | 55°03′34″N 9°30′47″Ø / 55.05939°N 9.51297°Ø                  | Upload foto |            |
| Præsteskoven                   | Dysse eller jættestue           | Stenalder (ca. -3950 til -2801)            | Nej                                            | 85815 | 55°03′34″N 9°30′47″Ø / 55.05939°N 9.51297°Ø                  | Upload foto |            |
| Pænhøj                         | Rundhøj                         | Oldtid (ca. -250000 til 1066)              | Nej                                            | 86258 | 55°07′42″N 9°18′33″Ø / 55.12825°N 9.30910°Ø                  | Upload foto |            |
| Ravsted                        | Rundhøj                         | Oldtid (ca. -250000 til 1066)              | Nej                                            | 84765 | 55°01′36″N 9°08′32″Ø / 55.02654°N 9.14236°Ø                  | Upload foto |            |
| Rens                           | Rundhøj                         | Oldtid (ca. -250000 til 1066)              | Nej                                            | 84693 | 54°52′41″N 9°04′16″Ø / 54.87812°N 9.07120°Ø                  | Upload foto |            |
| Riis                           | Rundhøj                         | Oldtid (ca. -250000 til 1066)              | Nej                                            | 85871 | 55°03′34″N 9°21′35″Ø / 55.05955°N 9.35980°Ø                  | Upload foto |            |
| Riis                           | Rundhøj                         | Oldtid (ca. -250000 til 1066)              | Nej                                            | 85882 | 55°03′48″N 9°19′12″Ø / 55.06341°N 9.31997°Ø                  | Upload foto |            |
| Riis                           | Rundhøj                         | Oldtid (ca. -250000 til 1066)              | Nej                                            | 85885 | 55°03′45″N 9°19′13″Ø / 55.06259°N 9.32027°Ø                  | Upload foto |            |
| Rise                           | Anlæg afventer klassifikation   | Udateret (ca. -250000 til 2009)            | Nej                                            | 190951 | 55°03′32″N 9°20′14″Ø / 55.05877°N 9.33723°Ø                  | Upload foto |            |
| Rise                           | Anlæg afventer klassifikation   | Udateret (ca. -250000 til 2009)            | Nej                                            | 190952 | 55°03′31″N 9°20′14″Ø / 55.05865°N 9.33726°Ø                  | Upload foto |            |
| Rise                           | Vejkiste                        | Udateret (ca. -250000 til 2009)            | Nej                                            | 195408 | 55°03′39″N 9°21′22″Ø / 55.06075°N 9.35613°Ø                  | Upload foto |            |
| Rubjerg                        | Gravrøse                        | Oldtid (ca. -1700 til 375)                 | Nej                                            | 86207 | 55°08′22″N 9°18′19″Ø / 55.13950°N 9.30517°Ø                  | Upload foto |            |
| Rubjerg                        | Rundhøj                         | Oldtid (ca. -250000 til 1066)              | Nej                                            | 86216 | 55°08′25″N 9°18′17″Ø / 55.14037°N 9.30481°Ø                  | Upload foto |            |
| Rubjerg                        | Gravrøse                        | Oldtid (ca. -1700 til 375)                 | Nej                                            | 86220 | 55°08′18″N 9°18′13″Ø / 55.13847°N 9.30349°Ø                  | Upload foto |            |
| Rubjerg                        | Langhøj                         | Oldtid (ca. -3950 til -501)                | Nej                                            | 86222 | 55°08′17″N 9°18′26″Ø / 55.13809°N 9.30736°Ø                  | Upload foto |            |
| Rubjerg                        | Rundhøj                         | Oldtid (ca. -250000 til 1066)              | Lokal                                          | 86227 | 55°08′10″N 9°19′05″Ø / 55.13603°N 9.31801°Ø                  | Upload foto |            |
| Rubjerg                        | Rundhøj                         | Oldtid (ca. -250000 til 1066)              | Nej                                            | 86259 | 55°06′58″N 9°19′00″Ø / 55.11613°N 9.31655°Ø                  | Upload foto |            |
| Rubjerg                        | Rundhøj                         | Oldtid (ca. -3950 til -501)                | Lokal                                          | 86260 | 55°06′49″N 9°19′13″Ø / 55.11372°N 9.32031°Ø                  | Upload foto |            |
| Rubjerg Pilgrimshøj            | Gravrøse                        | Oldtid (ca. -1700 til 375)                 | Nej                                            | 86223 | 55°08′14″N 9°18′30″Ø / 55.13717°N 9.30826°Ø                  | Upload foto |            |
| Rugbjerg                       | Rundhøj                         | Oldtid (ca. -250000 til 1066)              | Nej                                            | 86239 | 55°07′17″N 9°18′58″Ø / 55.12148°N 9.31603°Ø                  | Upload foto |            |
| Rugbjerg                       | Rundhøj                         | Oldtid (ca. -3950 til -501)                | Nej                                            | 86240 | 55°07′07″N 9°18′20″Ø / 55.11861°N 9.30568°Ø                  | Upload foto |            |
| Rugbjerg                       | Rundhøj                         | Oldtid (ca. -250000 til 1066)              | Nej                                            | 86243 | 55°07′07″N 9°18′28″Ø / 55.11850°N 9.30786°Ø                  | Upload foto |            |
| Rugbjerg                       | Rundhøj                         | Oldtid (ca. -250000 til 1066)              | Nej                                            | 86248 | 55°07′05″N 9°18′02″Ø / 55.11819°N 9.30049°Ø                  | Upload foto |            |
| Rugbjerg                       | Rundhøj                         | Oldtid (ca. -250000 til 1066)              | Nej                                            | 86254 | 55°07′01″N 9°18′01″Ø / 55.11689°N 9.30023°Ø                  | Upload foto |            |
| Rugbjerg batteri               | Batteri                         | Nyere tid (ca. 1914 til 1918)              | Nej                                            | 196903 | 55°06′32″N 9°19′51″Ø / 55.10890°N 9.33086°Ø                  | Upload foto |            |
| Rødekro                        | Langhøj                         | Stenalder (ca. -3950 til -2801)            | Nej                                            | 86277 | 55°07′57″N 9°20′23″Ø / 55.13259°N 9.33975°Ø                  | Upload foto |            |
| Rødekro                        | Dysse                           | Stenalder (ca. -3950 til -2801)            | Nej                                            | 86277 | 55°07′57″N 9°20′23″Ø / 55.13259°N 9.33975°Ø                  | Upload foto |            |
| Røllum                         | Langhøj                         | Stenalder (ca. -3950 til -2801)            | Nej                                            | 85103 | 54°59′16″N 9°23′52″Ø / 54.98778°N 9.39783°Ø                  | Upload foto |            |
| Rønshoved Skov afd. 724        | Langhøj                         | Oldtid (ca. -3950 til -501)                | Nej                                            | 85307 | 54°52′39″N 9°30′17″Ø / 54.87748°N 9.50485°Ø                  | Upload foto |            |
| Rønshoved Skov afd. 724        | Stenbygget grav                 | Oldtid (ca. -3950 til -501)                | Nej                                            | 85307 | 54°52′39″N 9°30′17″Ø / 54.87748°N 9.50485°Ø                  | Upload foto |            |
| Rønshoved skovene afd. 724     | Rundhøj                         | Stenalder (ca. -3950 til -2801)            | Nej                                            | 85296 | 54°52′40″N 9°30′19″Ø / 54.87771°N 9.50529°Ø                  | Upload foto |            |
| Rønshoved skovene afd. 724     | Dysse eller jættestue           | Stenalder (ca. -3950 til -2801)            | Nej                                            | 85296 | 54°52′40″N 9°30′19″Ø / 54.87771°N 9.50529°Ø                  | Upload foto |            |
| Rønshoved skovene afd. 730     | Langhøj                         | Stenalder (ca. -3950 til -2801)            | Nej                                            | 85292 | 54°52′31″N 9°30′44″Ø / 54.87515°N 9.51214°Ø                  | Upload foto |            |
| Rønshoved skovene afd. 730     | Dysse eller jættestue           | Stenalder (ca. -3950 til -2801)            | Nej                                            | 85292 | 54°52′31″N 9°30′44″Ø / 54.87515°N 9.51214°Ø                  | Upload foto |            |
| Rønshoved skovene afd. 730     | Dysse eller jættestue           | Stenalder (ca. -3950 til -2801)            | Nej                                            | 85292 | 54°52′31″N 9°30′44″Ø / 54.87515°N 9.51214°Ø                  | Upload foto |            |
| Rørholm Voldsted               | Borg/Voldsted                   | Historisk Tid (ca. 1067 til 2009)          | Nej                                            | 168413 | 55°00′46″N 9°32′46″Ø / 55.01277°N 9.54603°Ø                  | Upload foto |            |
| Samletgårde                    | Dyrefold                        | Nyere tid (ca. 1661 til 2009)              | Nej                                            | 144877 | 55°06′59″N 9°18′40″Ø / 55.11645°N 9.31112°Ø                  | Upload foto |            |
| Sandkroen                      | Rundhøj                         | Oldtid (ca. -250000 til 1066)              | Nej                                            | 86192 | 55°08′40″N 9°17′47″Ø / 55.14443°N 9.29651°Ø                  | Upload foto |            |
| Sandkroen                      | Rundhøj                         | Oldtid (ca. -250000 til 1066)              | Nej                                            | 86193 | 55°08′36″N 9°17′51″Ø / 55.14345°N 9.29748°Ø                  | Upload foto |            |
| Sandkroen                      | Rundhøj                         | Oldtid (ca. -250000 til 1066)              | Nej                                            | 86201 | 55°08′43″N 9°18′09″Ø / 55.14524°N 9.30261°Ø                  | Upload foto |            |
| Sdr.Hostrup                    | Rundhøj                         | Stenalder (ca. -3950 til -2801)            | Nej                                            | 85096 | 55°00′13″N 9°27′57″Ø / 55.00352°N 9.46591°Ø                  | Upload foto |            |
| Sdr.Hostrup                    | Dysse eller jættestue           | Stenalder (ca. -3950 til -2801)            | Nej                                            | 85096 | 55°00′13″N 9°27′57″Ø / 55.00352°N 9.46591°Ø                  | Upload foto |            |
| Sdr.Hostrup                    | Langhøj                         | Stenalder (ca. -3950 til -2801)            | Nej                                            | 85098 | 55°00′14″N 9°27′54″Ø / 55.00400°N 9.46496°Ø                  | Upload foto |            |
| Sdr.Hostrup                    | Dysse eller jættestue           | Stenalder (ca. -3950 til -2801)            | Nej                                            | 85098 | 55°00′14″N 9°27′54″Ø / 55.00400°N 9.46496°Ø                  | Upload foto |            |
| Sdr.Hostrup Skov               | Rundhøj                         | Oldtid (ca. -250000 til 1066)              | Nej                                            | 85100 | 54°59′49″N 9°27′47″Ø / 54.99701°N 9.46318°Ø                  | Upload foto |            |
| Sdr.Hostrup Skov               | Langhøj                         | Stenalder (ca. -3950 til -2801)            | Nej                                            | 85101 | 54°59′50″N 9°27′44″Ø / 54.99735°N 9.46236°Ø                  | Upload foto |            |
| Sdr.Hostrup Skov               | Dysse eller jættestue           | Stenalder (ca. -3950 til -2801)            | Nej                                            | 85101 | 54°59′50″N 9°27′44″Ø / 54.99735°N 9.46236°Ø                  | Upload foto |            |
| Simon Dyes                     | Rundhøj                         | Oldtid (ca. -250000 til 1066)              | Nej                                            | 84925 | 54°48′15″N 9°20′28″Ø / 54.80407°N 9.34099°Ø                  | Upload foto |            |
| Skomagerhuse                   | Mindesmærke                     | Nyere tid (ca. 1800 til 1899)              | Nej                                            | 190701 | 54°50′00″N 9°25′19″Ø / 54.83325°N 9.42199°Ø                  | Upload foto |            |
| Skovby                         | Rundhøj                         | Oldtid (ca. -250000 til 1066)              | Nej                                            | 85805 | 55°03′43″N 9°30′19″Ø / 55.06200°N 9.50532°Ø                  | Upload foto |            |
| Skovby                         | Rundhøj                         | Oldtid (ca. -250000 til 1066)              | Nej                                            | 85806 | 55°03′48″N 9°30′22″Ø / 55.06322°N 9.50619°Ø                  | Upload foto |            |
| Skovbøl                        | Rundhøj                         | Oldtid (ca. -250000 til 1066)              | Nej                                            | 85132 | 55°01′22″N 9°33′01″Ø / 55.02284°N 9.55041°Ø                  | Upload foto |            |
| Skovbøl                        | Rundhøj                         | Oldtid (ca. -250000 til 1066)              | Nej                                            | 85141 | 55°01′24″N 9°32′48″Ø / 55.02347°N 9.54661°Ø                  | Upload foto |            |
| Skovbøl                        | Rundhøj                         | Oldtid (ca. -250000 til 1066)              | Nej                                            | 85142 | 55°01′25″N 9°32′59″Ø / 55.02368°N 9.54967°Ø                  | Upload foto |            |
| Skovbølgård voldsted           | Borg/Voldsted                   | Middelalder (ca. 1067 til 1535)            | Nej                                            | 131890 | 55°00′19″N 9°33′16″Ø / 55.00525°N 9.55446°Ø                  | Upload foto |            |
| Skovbølgård voldsted           | Borg/Voldsted                   | Efterreformatorisk tid (ca. 1536 til 1660) | Nej                                            | 131890 | 55°00′19″N 9°33′16″Ø / 55.00525°N 9.55446°Ø                  | Upload foto |            |
| Skrevensten                    | Mindesmærke                     | Nyere tid (ca. 1800 til 1899)              | Nej                                            | 190838 | 55°04′25″N 9°30′00″Ø / 55.07361°N 9.50012°Ø                  | Upload foto |            |
| Slotsmølle                     | Vandmølle                       | Historisk Tid (ca. 1067 til 2009)          | Nej                                            | 190430 | 55°02′24″N 9°24′51″Ø / 55.03999°N 9.41410°Ø                  | Upload foto |            |
| Spangtoftgård                  | Milepæl/-sten                   | Nyere tid (ca. 1661 til 2009)              | Nej                                            | 190463 | 54°58′50″N 9°26′51″Ø / 54.98043°N 9.44740°Ø                  | Upload foto |            |
| Stagehøj                       | Rundhøj                         | Oldtid (ca. -250000 til 1066)              | Nej                                            | 84981 | 54°51′33″N 9°22′20″Ø / 54.85925°N 9.37230°Ø                  | Upload foto |            |
| Stagehøj                       | Vildtbaneafmærkning             | Nyere tid (ca. 1750 til 1799)              | Nej                                            | 84981 | 54°51′33″N 9°22′20″Ø / 54.85925°N 9.37230°Ø                  | Upload foto |            |
| Stal'høj                       | Rundhøj                         | Oldtid (ca. -3950 til -501)                | Lokal                                          | 85941 | 55°03′46″N 9°17′37″Ø / 55.06270°N 9.29370°Ø                  | Upload foto |            |
| Stenbjerg                      | Rundhøj                         | Oldtid (ca. -3950 til -501)                | Lokal                                          | 86228 | 55°08′13″N 9°19′05″Ø / 55.13681°N 9.31795°Ø                  | Upload foto |            |
| Stenbjerg                      | Militærvæsen, uspec undergruppe | Nyere tid (ca. 1661 til 2009)              | Lokal                                          | 86228 | 55°08′13″N 9°19′05″Ø / 55.13681°N 9.31795°Ø                  | Upload foto |            |
| Stenhøje                       | Rundhøj                         | Oldtid (ca. -3950 til -501)                | Nej                                            | 86225 | 55°08′14″N 9°18′46″Ø / 55.13723°N 9.31275°Ø                  | Upload foto |            |
| Stentoft                       | Rundhøj                         | Oldtid (ca. -250000 til 1066)              | Nej                                            | 85734 | 55°03′26″N 9°27′40″Ø / 55.05713°N 9.46103°Ø                  | Upload foto |            |
| Stentoft                       | Have                            | Nyere tid (ca. 1661 til 2009)              | Nej                                            | 85734 | 55°03′26″N 9°27′40″Ø / 55.05713°N 9.46103°Ø                  | Upload foto |            |
| Stentoft                       | Lystanlæg                       | Nyere tid (ca. 1661 til 2009)              | Nej                                            | 85734 | 55°03′26″N 9°27′40″Ø / 55.05713°N 9.46103°Ø                  | Upload foto |            |
| Stjernhøj                      | Gravrøse                        | Oldtid (ca. -3950 til -501)                | Nej                                            | 86299 | 55°07′47″N 9°21′09″Ø / 55.12970°N 9.35247°Ø                  | Upload foto |            |
| Store Høj                      | Rundhøj                         | Oldtid (ca. -250000 til 1066)              | Nej                                            | 86190 | 55°09′01″N 9°18′52″Ø / 55.15023°N 9.31444°Ø                  | Upload foto |            |
| Strengelshøj                   | Rundhøj                         | Oldtid (ca. -250000 til 1066)              | Lokal                                          | 86283 | 55°08′26″N 9°20′56″Ø / 55.14043°N 9.34886°Ø                  | Upload foto |            |
| Strengelshøj                   | Bautasten                       | Oldtid (ca. -250000 til 1066)              | Lokal                                          | 86283 | 55°08′26″N 9°20′56″Ø / 55.14043°N 9.34886°Ø                  | Upload foto |            |
| Strengelshøj                   | Sagnsten                        | Nyere tid (ca. 1661 til 2009)              | Lokal                                          | 86283 | 55°08′26″N 9°20′56″Ø / 55.14043°N 9.34886°Ø                  | Upload foto |            |
| Surhøj                         | Rundhøj                         | Oldtid (ca. -3950 til -501)                | Nej                                            | 84724 | 54°55′59″N 9°06′21″Ø / 54.93313°N 9.10581°Ø                  | Upload foto |            |
| Svejlund                       | Bro                             | Nyere tid (ca. 1750 til 1799)              | Nej                                            | 124553 | 55°04′06″N 9°09′32″Ø / 55.06826°N 9.15883°Ø                  | Upload foto |            |
| Søes                           | Rundhøj                         | Oldtid (ca. -250000 til 1066)              | Nej                                            | 85902 | 55°03′08″N 9°19′05″Ø / 55.05210°N 9.31816°Ø                  | Upload foto |            |
| Søes                           | Rundhøj                         | Oldtid (ca. -250000 til 1066)              | Nej                                            | 85906 | 55°02′25″N 9°18′52″Ø / 55.04040°N 9.31431°Ø                  | Upload foto |            |
| Søes                           | Rundhøj                         | Oldtid (ca. -250000 til 1066)              | Nej                                            | 85909 | 55°02′44″N 9°19′05″Ø / 55.04554°N 9.31813°Ø                  | Upload foto |            |
| Søgård                         | Borg/Voldsted                   | Middelalder (ca. 1067 til 1535)            | Nej                                            | 85319 | 54°56′19″N 9°27′09″Ø / 54.93853°N 9.45253°Ø                  | Upload foto |            |
| Søgård                         | Vejdæmning                      | Historisk Tid (ca. 1067 til 2009)          | Nej                                            | 85319 | 54°56′19″N 9°27′09″Ø / 54.93853°N 9.45253°Ø                  | Upload foto |            |
| Søgård                         | Bro                             | Historisk Tid (ca. 1067 til 2009)          | Nej                                            | 85319 | 54°56′19″N 9°27′09″Ø / 54.93853°N 9.45253°Ø                  | Upload foto |            |
| Søgård                         | Bygning                         | Middelalder (ca. 1067 til 1535)            | Nej                                            | 85319 | 54°56′19″N 9°27′09″Ø / 54.93853°N 9.45253°Ø                  | Upload foto |            |
| Søgård Skov                    | Vejkiste                        | Nyere tid (ca. 1661 til 2011)              | Nej                                            | 200147 | 54°55′30″N 9°25′54″Ø / 54.92493°N 9.43167°Ø                  | Upload foto |            |
| Sønderskov                     | Rundhøj                         | Stenalder (ca. -3950 til -2801)            | Nej                                            | 85813 | 55°03′38″N 9°30′49″Ø / 55.06058°N 9.51371°Ø                  | Upload foto |            |
| Sønderskov                     | Dysse eller jættestue           | Stenalder (ca. -3950 til -2801)            | Nej                                            | 85813 | 55°03′38″N 9°30′49″Ø / 55.06058°N 9.51371°Ø                  | Upload foto |            |
| Sønderskov                     | Rundhøj                         | Stenalder (ca. -3950 til -2801)            | Nej                                            | 85818 | 55°03′20″N 9°31′05″Ø / 55.05557°N 9.51812°Ø                  | Upload foto |            |
| Sønderskov                     | Dysse eller jættestue           | Stenalder (ca. -3950 til -2801)            | Nej                                            | 85818 | 55°03′20″N 9°31′05″Ø / 55.05557°N 9.51812°Ø                  | Upload foto |            |
| Søst skov afd.228 Åbenrå skovd | Rundhøj                         | Oldtid (ca. -250000 til 1066)              | Nej                                            | 85873 | 55°03′05″N 9°22′13″Ø / 55.05131°N 9.37018°Ø                  | Upload foto |            |
| Søst skov afd.232 Åbenrå skovd | Rundhøj                         | Oldtid (ca. -250000 til 1066)              | Nej                                            | 85874 | 55°03′02″N 9°22′16″Ø / 55.05060°N 9.37115°Ø                  | Upload foto |            |
| Søst skov afd.232 Åbenrå skovd | Rundhøj                         | Oldtid (ca. -250000 til 1066)              | Nej                                            | 85875 | 55°03′02″N 9°22′17″Ø / 55.05049°N 9.37136°Ø                  | Upload foto |            |
| Søst skov afd.232 Åbenrå skovd | Rundhøj                         | Oldtid (ca. -250000 til 1066)              | Nej                                            | 85876 | 55°03′01″N 9°22′18″Ø / 55.05038°N 9.37157°Ø                  | Upload foto |            |
| Søst skov afd.233 Åbenrå skovd | Rundhøj                         | Oldtid (ca. -250000 til 1066)              | Nej                                            | 85872 | 55°03′01″N 9°22′03″Ø / 55.05019°N 9.36738°Ø                  | Upload foto |            |
| Søst Skov, afd. 229            | Rundhøj                         | Oldtid (ca. -250000 til 1066)              | Nej                                            | 85988 | 55°03′09″N 9°22′24″Ø / 55.05259°N 9.37346°Ø                  | Upload foto |            |
| Tavlsbjerg                     | Rundhøj                         | Oldtid (ca. -250000 til 1066)              | Nej                                            | 86218 | 55°08′14″N 9°19′38″Ø / 55.13736°N 9.32725°Ø                  | Upload foto |            |
| Tommeltot                      | Rundhøj                         | Oldtid (ca. -3950 til -501)                | Nej                                            | 85002 | 54°50′57″N 9°23′51″Ø / 54.84904°N 9.39751°Ø                  | Upload foto |            |
| Tommeltot                      | Beskyttelsesanlæg               | Nyere tid (ca. 1940 til 1945)              | Nej                                            | 85002 | 54°50′57″N 9°23′51″Ø / 54.84904°N 9.39751°Ø                  | Upload foto |            |
| Toppehøj                       | Rundhøj                         | Bronzealder (ca. -1700 til -1101)          | Nej                                            | 85523 | 54°58′49″N 9°17′09″Ø / 54.98021°N 9.28581°Ø                  | Upload foto |            |
| Toppehøj                       | Stammekiste                     | Bronzealder (ca. -1500 til -1301)          | Nej                                            | 85523 | 54°58′49″N 9°17′09″Ø / 54.98021°N 9.28581°Ø                  | Upload foto |            |
| Toppehøj                       | Urnegrav (uspecificeret type)   | Oldtid (ca. -1100 til 375)                 | Nej                                            | 85523 | 54°58′49″N 9°17′09″Ø / 54.98021°N 9.28581°Ø                  | Upload foto |            |
| Trehøje                        | Rundhøj                         | Oldtid (ca. -250000 til 1066)              | Nej                                            | 86237 | 55°07′28″N 9°18′34″Ø / 55.12446°N 9.30933°Ø                  | Upload foto |            |
| Trehøje                        | Rundhøj                         | Oldtid (ca. -250000 til 1066)              | Nej                                            | 86238 | 55°07′27″N 9°18′37″Ø / 55.12411°N 9.31041°Ø                  | Upload foto |            |
| Trehøje                        | Begravelse, uspec undergruppe   | Oldtid (ca. -3950 til -501)                | Nej                                            | 86335 | 55°06′32″N 9°21′03″Ø / 55.10895°N 9.35079°Ø                  | Upload foto |            |
| Trehøje                        | Rundhøj                         | Oldtid (ca. -3950 til -501)                | Nej                                            | 86335 | 55°06′32″N 9°21′03″Ø / 55.10895°N 9.35079°Ø                  | Upload foto |            |
| Trehøje                        | Urnegrav (uspecificeret type)   | Oldtid (ca. -1100 til 375)                 | Nej                                            | 86335 | 55°06′32″N 9°21′03″Ø / 55.10895°N 9.35079°Ø                  | Upload foto |            |
| Trehøje                        | Rundhøj                         | Oldtid (ca. -250000 til 1066)              | Nej                                            | 118847 | 55°07′30″N 9°18′39″Ø / 55.12488°N 9.31072°Ø                  | Upload foto |            |
| Tvekløft                       | Langhøj                         | Stenalder (ca. -3950 til -2801)            | Nej                                            | 85817 | 55°03′28″N 9°31′18″Ø / 55.05786°N 9.52163°Ø                  | Upload foto |            |
| Tvekløft                       | Dysse eller jættestue           | Stenalder (ca. -3950 til -2801)            | Nej                                            | 85817 | 55°03′28″N 9°31′18″Ø / 55.05786°N 9.52163°Ø                  | Upload foto |            |
| Tvekløft                       | Dysse eller jættestue           | Stenalder (ca. -3950 til -2801)            | Nej                                            | 85817 | 55°03′28″N 9°31′18″Ø / 55.05786°N 9.52163°Ø                  | Upload foto |            |
| Tvekløft                       | Dysse eller jættestue           | Stenalder (ca. -3950 til -2801)            | Nej                                            | 85817 | 55°03′28″N 9°31′18″Ø / 55.05786°N 9.52163°Ø                  | Upload foto |            |
| Tvillinghøj                    | Rundhøj                         | Oldtid (ca. -250000 til 1066)              | Nej                                            | 85040 | 54°52′14″N 9°22′22″Ø / 54.87051°N 9.37270°Ø                  | Upload foto |            |
| Tvillinghøj                    | Vildtbaneafmærkning             | Nyere tid (ca. 1661 til 2009)              | Nej                                            | 85040 | 54°52′14″N 9°22′22″Ø / 54.87051°N 9.37270°Ø                  | Upload foto |            |
| Tværhule Skov                  | Rundhøj                         | Oldtid (ca. -250000 til 1066)              | Nej                                            | 85819 | 55°03′20″N 9°30′44″Ø / 55.05552°N 9.51219°Ø                  | Upload foto |            |
| Uge                            | Rundhøj                         | Oldtid (ca. -3950 til -501)                | Nej                                            | 85408 | 54°58′42″N 9°17′04″Ø / 54.97820°N 9.28434°Ø                  | Upload foto |            |
| Uge                            | Rundhøj                         | Oldtid (ca. -250000 til 1066)              | Nej                                            | 85409 | 54°58′41″N 9°17′03″Ø / 54.97797°N 9.28426°Ø                  | Upload foto |            |
| Uge                            | Rundhøj                         | Oldtid (ca. -250000 til 1066)              | Nej                                            | 85410 | 54°58′36″N 9°16′59″Ø / 54.97670°N 9.28297°Ø                  | Upload foto |            |
| Ulvekilde                      | Kildeanlæg                      | Historisk Tid (ca. 1067 til 2009)          | Nej                                            | 118833 | 55°02′08″N 9°23′20″Ø / 55.03557°N 9.38881°Ø                  | Upload foto |            |
| Varnæs                         | Rundhøj                         | Oldtid (ca. -250000 til 1066)              | Nej                                            | 85445 | 54°59′59″N 9°37′30″Ø / 54.99986°N 9.62489°Ø                  | Upload foto |            |
| Varnæs                         | Anlæg afventer klassifikation   | Udateret (ca. -250000 til 2009)            | Nej                                            | 190953 | 55°00′35″N 9°34′20″Ø / 55.00976°N 9.57210°Ø                  | Upload foto |            |
| Varnæs                         | Anlæg afventer klassifikation   | Udateret (ca. -250000 til 2009)            | Nej                                            | 190954 | 55°00′33″N 9°34′17″Ø / 55.00918°N 9.57145°Ø                  | Upload foto |            |
| Varnæs                         | Anlæg afventer klassifikation   | Udateret (ca. -250000 til 2009)            | Nej                                            | 190955 | 55°00′33″N 9°34′18″Ø / 55.00918°N 9.57164°Ø                  | Upload foto |            |
| Varnæs Tykskov                 | Langhøj                         | Stenalder (ca. -3950 til -2801)            | Nej                                            | 85481 | 55°01′48″N 9°34′14″Ø / 55.02998°N 9.57068°Ø                  | Upload foto |            |
| Varnæs Tykskov                 | Dysse eller jættestue           | Stenalder (ca. -3950 til -2801)            | Nej                                            | 85481 | 55°01′48″N 9°34′14″Ø / 55.02998°N 9.57068°Ø                  | Upload foto |            |
| Varnæs Tykskov                 | Langhøj                         | Stenalder (ca. -3950 til -2801)            | Nej                                            | 85483 | 55°01′55″N 9°34′17″Ø / 55.03206°N 9.57137°Ø                  | Upload foto |            |
| Varnæs Tykskov                 | Dysse                           | Stenalder (ca. -3950 til -2801)            | Nej                                            | 85483 | 55°01′55″N 9°34′17″Ø / 55.03206°N 9.57137°Ø                  | Upload foto |            |
| Vestermark                     | Rundhøj                         | Oldtid (ca. -250000 til 1066)              | Nej                                            | 86026 | 55°02′03″N 9°23′44″Ø / 55.03424°N 9.39546°Ø                  | Upload foto |            |
| Vestermark                     | Bro                             | Historisk Tid (ca. 1067 til 2009)          | Nej                                            | 190431 | 55°02′39″N 9°23′00″Ø / 55.04430°N 9.38343°Ø                  | Upload foto |            |
| Vestermark, afd. 256, Åbenrå s | Rundhøj                         | Oldtid (ca. -250000 til 1066)              | Nej                                            | 86005 | 55°02′39″N 9°23′17″Ø / 55.04428°N 9.38817°Ø                  | Upload foto |            |
| Vestermark, afd. 256, Åbenrå s | Rundhøj                         | Oldtid (ca. -250000 til 1066)              | Nej                                            | 86006 | 55°02′41″N 9°23′22″Ø / 55.04459°N 9.38941°Ø                  | Upload foto |            |
| Vestermark, afd. 256, Åbenrå s | Rundhøj                         | Oldtid (ca. -250000 til 1066)              | Nej                                            | 86007 | 55°02′40″N 9°23′22″Ø / 55.04435°N 9.38955°Ø                  | Upload foto |            |
| Vestvejen                      | Gravrøse                        | Oldtid (ca. -1700 til 375)                 | Nej                                            | 85302 | 54°52′41″N 9°29′38″Ø / 54.87819°N 9.49398°Ø                  | Upload foto |            |
| Vilsbæk                        | Stenlægning/Stensamling         | Oldtid (ca. -250000 til 1066)              | Nej                                            | 85202 | 54°55′17″N 9°24′42″Ø / 54.92125°N 9.41177°Ø                  | Upload foto |            |
| Vold                           | Borg/Voldsted                   | Historisk Tid (ca. 1067 til 2009)          | Nej                                            | 118756 | 55°02′02″N 9°34′40″Ø / 55.03401°N 9.57778°Ø                  | Upload foto |            |
| Vold                           | Voldgrav                        | Historisk Tid (ca. 1067 til 2009)          | Nej                                            | 118756 | 55°02′02″N 9°34′40″Ø / 55.03401°N 9.57778°Ø                  | Upload foto |            |
| Æ Slå                          | Borg/Voldsted                   | Middelalder (ca. 1067 til 1535)            | Nej                                            | 118683 | 54°59′05″N 9°32′19″Ø / 54.98472°N 9.53870°Ø                  | Upload foto |            |
| Æ Vold                         | Forsvarsvold                    | Jernalder (ca. 1 til 374)                  | Nej                                            | 118848 | 55°06′07″N 9°20′30″Ø / 55.10181°N 9.34162°Ø                  | Upload foto |            |
| Æ Vold                         | Voldgrav                        | Historisk Tid (ca. 1067 til 2009)          | Nej                                            | 118848 | 55°06′07″N 9°20′30″Ø / 55.10181°N 9.34162°Ø                  | Upload foto |            |
| Ørslev                         | Rundhøj                         | Oldtid (ca. -3950 til -501)                | Nej                                            | 86163 | 55°05′04″N 9°09′20″Ø / 55.08439°N 9.15567°Ø                  | Upload foto |            |
| Ørslev                         | Rundhøj                         | Oldtid (ca. -3950 til -501)                | Nej                                            | 86176 | 55°04′57″N 9°10′40″Ø / 55.08258°N 9.17777°Ø                  | Upload foto |            |
| Ørslev                         | Rundhøj                         | Oldtid (ca. -250000 til 1066)              | Nej                                            | 86177 | 55°04′59″N 9°10′31″Ø / 55.08297°N 9.17534°Ø                  | Upload foto |            |
| Øster Gejl                     | Rundhøj                         | Oldtid (ca. -250000 til 1066)              | Nej                                            | 85233 | 54°53′32″N 9°24′23″Ø / 54.89222°N 9.40637°Ø                  | Upload foto |            |
| Øster Gejl                     | Rundhøj                         | Oldtid (ca. -250000 til 1066)              | Nej                                            | 85234 | 54°53′35″N 9°24′27″Ø / 54.89298°N 9.40747°Ø                  | Upload foto |            |
| Øster Løgum                    | Gravrøse                        | Oldtid (ca. -1700 til 375)                 | Nej                                            | 86323 | 55°06′57″N 9°21′04″Ø / 55.11582°N 9.35120°Ø                  | Upload foto |            |
| Øster Løgum                    | Gravrøse                        | Oldtid (ca. -1700 til 375)                 | Nej                                            | 86324 | 55°06′57″N 9°21′01″Ø / 55.11578°N 9.35038°Ø                  | Upload foto |            |
| Øster Løgum                    | Rundhøj                         | Oldtid (ca. -3950 til -501)                | Nej                                            | 118854 | 55°07′20″N 9°27′30″Ø / 55.12214°N 9.45830°Ø                  | Upload foto |            |
| Østergaard/Genner              | Rundhøj                         | Oldtid (ca. -250000 til 1066)              | Nej                                            | 86386 | 55°07′59″N 9°27′41″Ø / 55.13294°N 9.46150°Ø                  | Upload foto |            |
| Åbenrå                         | Rundhøj                         | Oldtid (ca. -3950 til -501)                | Nej                                            | 118832 | 55°01′30″N 9°24′54″Ø / 55.02503°N 9.41499°Ø                  | Upload foto |            |
| Åbenrå                         | Stenkiste                       | Oldtid (ca. -3950 til -501)                | Nej                                            | 118832 | 55°01′30″N 9°24′54″Ø / 55.02503°N 9.41499°Ø                  | Upload foto |            |
| Åbenrå                         | Anlæg afventer klassifikation   | Udateret (ca. -250000 til 2009)            | Nej                                            | 191049 | 55°02′43″N 9°24′23″Ø / 55.04520°N 9.40629°Ø                  | Upload foto |            |
| Årtoft                         | Dyrefold                        | Nyere tid (ca. 1661 til 2009)              | Nej                                            | 190465 | 54°57′05″N 9°22′54″Ø / 54.95131°N 9.38167°Ø                  | Upload foto |            |
| Aartoft Plantage               | Langhøj                         | Stenalder (ca. -3950 til -2801)            | Nej                                            | 85338 | 54°57′16″N 9°22′33″Ø / 54.95444°N 9.37583°Ø                  | Upload foto |            |
| Aartoft Plantage               | Dysse eller jættestue           | Stenalder (ca. -3950 til -2801)            | Nej                                            | 85338 | 54°57′16″N 9°22′33″Ø / 54.95444°N 9.37583°Ø                  | Upload foto |            |
| Årup Kapel                     | Kapel                           | Middelalder (ca. 1067 til 1299)            | Nej                                            | 118674 | 55°00′22″N 9°24′28″Ø / 55.00601°N 9.40771°Ø                  | Upload foto |            |
| Årup Kapel                     | Kapel                           | Middelalder (ca. 1400 til 1535)            | Nej                                            | 118674 | 55°00′22″N 9°24′28″Ø / 55.00601°N 9.40771°Ø                  | Upload foto |            |